# História do Paraná

Bandeira do estado do Paraná.

A História do Paraná é uma série de conhecimentos da história do Brasil, dirigida para o estudo dos fatos históricos a partir das primeiras expedições exploradoras, no século XVI, até hoje. Entretanto, a história estadual se inicia antes do descobrimento do Brasil. Neste momento, os primeiros moradores do que é hoje o território do estado foram os três povos indígenas, a saber: tupi-guaranis, caingangues e xoclengues.
No século XVII, o atual território do Paraná atraiu enorme interesse de portugueses e brasileiros. Estes dois povos encontraram ouro na região. Também cresceu o aprisionamento dos indígenas pelos bandeirantes paulistas. Até aquela época, colonizadores e jesuítas espanhóis foram os maiores colonizadores de Paranaguá, na costa, e Curitiba, no planalto, as principais vilas. No século XVIII, o fortalecimento e o desenvolvimento das atividades mineradoras em Minas Gerais colocaram o Paraná a um plano secundário. Pertencente à capitania de São Paulo, o estado mantinha a economia restrita à agropecuária de subsistência.
A província foi desmembrada em 1853. No final do século XIX a economia paranaense foi estimulada pelo cultivo da erva-mate. A economia ervateira era acompanhada do aproveitamento da madeira e das plantações de café. A expansão do café nas produtivas terras roxas do norte do estado propiciou enorme crescimento demográfico. Vieram ao Paraná migrantes gaúchos, paulistas, mineiros, nordestinos. Além disso, chegaram também imigrantes da Europa e do Japão. Esse vertiginoso progresso, entretanto, não aconteceu sem conflitos armados. De 1912 a 1916, agricultores carentes entraram em guerra contra forças federais e estaduais em nome de sua terra e de sua religiosidade na região do Contestado, na divisa entre os estados do Paraná e Santa Catarina. Naquele tempo, as duas unidades federativas disputavam essa região.
No começo do século XX, destacaram-se importantes companhias colonizadoras, como a britânica Paraná Plantation. Na área de atuação nasceram os municípios de Londrina e Maringá. Estas duas cidades, da década de 1950 até a de 1970, se transformaram em grandes centros cafeeiros. O desenvolvimento está associado a alterações econômicas que causaram problemas sociais, especialmente no campo. Na década de 1970 calcula-se que no mínimo 1 milhão de pequenos fazendeiros e agricultores perderam sua terra e seu emprego, em função da concentração de terras e da crise agrícola causada pela geada de 1975. Esta catástrofe natural destruiu os cultivos. Diversos trabalhadores rurais sem terra se transformaram em boias-frias. Já, outros se mudaram do estado em direção ao Centro-Oeste, ao Norte do Brasil e ao Paraguai. Cresceu a migração para os centros urbanos. Esse crescimento migratório, na década de 1980, colaborou para um rápido e atrasado desenvolvimento urbano. As médias e grandes cidades passaram a conviver com um grande crescimento das favelas, formadas por desempregados do campo.

## Povos indígenas e período colonial
No tempo da descoberta do Brasil, os carijós, do grupo tupi, e os caingangues, do grupo jê, povoavam as terras que atualmente estão subordinadas ao estado do Paraná. Os carijós moravam no litoral e os caingangues residiam no interior.

Capitanias do Brasil em 1534.

Até a metade do século XVII, a costa meridional da capitania de São Vicente, atualmente subordinada ao estado do Paraná, foi ocasionalmente percorrida por europeus que procuravam madeiras de lei. Na época de dominação castelhana, foi incentivado o encontro dos vicentinos com a região do rio da Prata e tornou-se mais contínuo o trajeto do litoral, cujo desbravamento descontínuo ainda seria ocasionado pela busca de indígenas e de riquezas minerais. Da costa, os paulistas avançaram para oeste, à procura de indígenas, ao passo que, a leste, onde atualmente se encontram Paranaguá e Curitiba, ocuparam-se da mineração.
As histórias sobre a presença de enormes minas de ouro e prata trouxeram à região de Paranaguá inúmeros aventureiros. O próprio Salvador Correia de Sá, o qual em 1613 fora empossado da superintendência das minas do sul do Brasil, aí se encontrou durante três meses, ao passo que laborava com cinco autoridades que fizera chegar de Portugal. Não achou, entretanto, nenhuma onça de ouro. Sob a gestão do visconde de Barbacena, foi para lá mandado o espanhol Rodrigo Castel Blanco, importante especialista das minas do Peru, que em 1680 enviou uma carta escrita à bico de pena ao monarca português para igualmente desencantá-lo em definitivo a respeito da história das jazidas de prata.

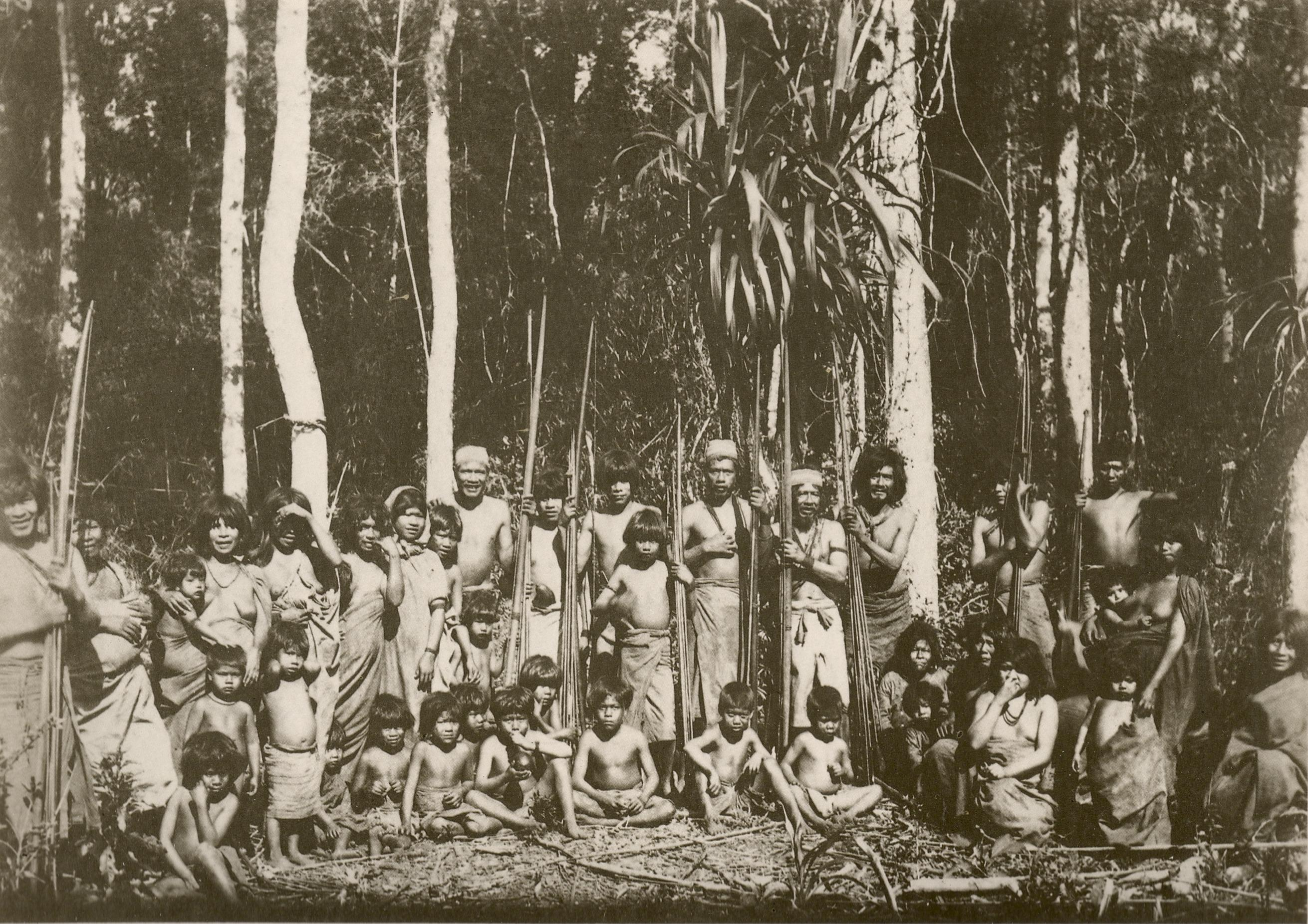
Índios caiouás em 1860 no Paraná. Aos indígenas, o paranaense deve o nome de seu estado e de muitas de suas cidades.

No desfecho do século XVII, deixados para trás os desejos de enormes riquezas minerais, continuou a procura do ouro de aluvião, considerado "de lavagem", por meio da qual os poucos moradores do local catavam recursos para a compra de produtos de fora. Os indígenas que fugiam do genocídio eram colocados na agricultura. Os escravos africanos passaram a ser empregados no século XVIII e já em 1798 o censo mostrava que sua quantidade, em termos relativos, ultrapassava a dos índios.
A vila de Paranaguá, fundada por uma carta régia de 1648, constituiu com o seu interior — os denominados campos de Curitiba, a mais de mil metros de altitude — uma só comunidade. Predominou em Paranaguá o plantio das terras e, nos campos, a pecuária. Aos poucos, Curitiba, promovida a vila em 1693, converteu-se no maior centro da comunidade paranaense, e para tanto foi motivo crucial o enorme caminho do gado que se implantou do Rio Grande do Sul a Sorocaba.. Castro é o primeiro município verdadeiramente paranaense, a fundação do município ocorreu em 1778.

### Tropeirismo

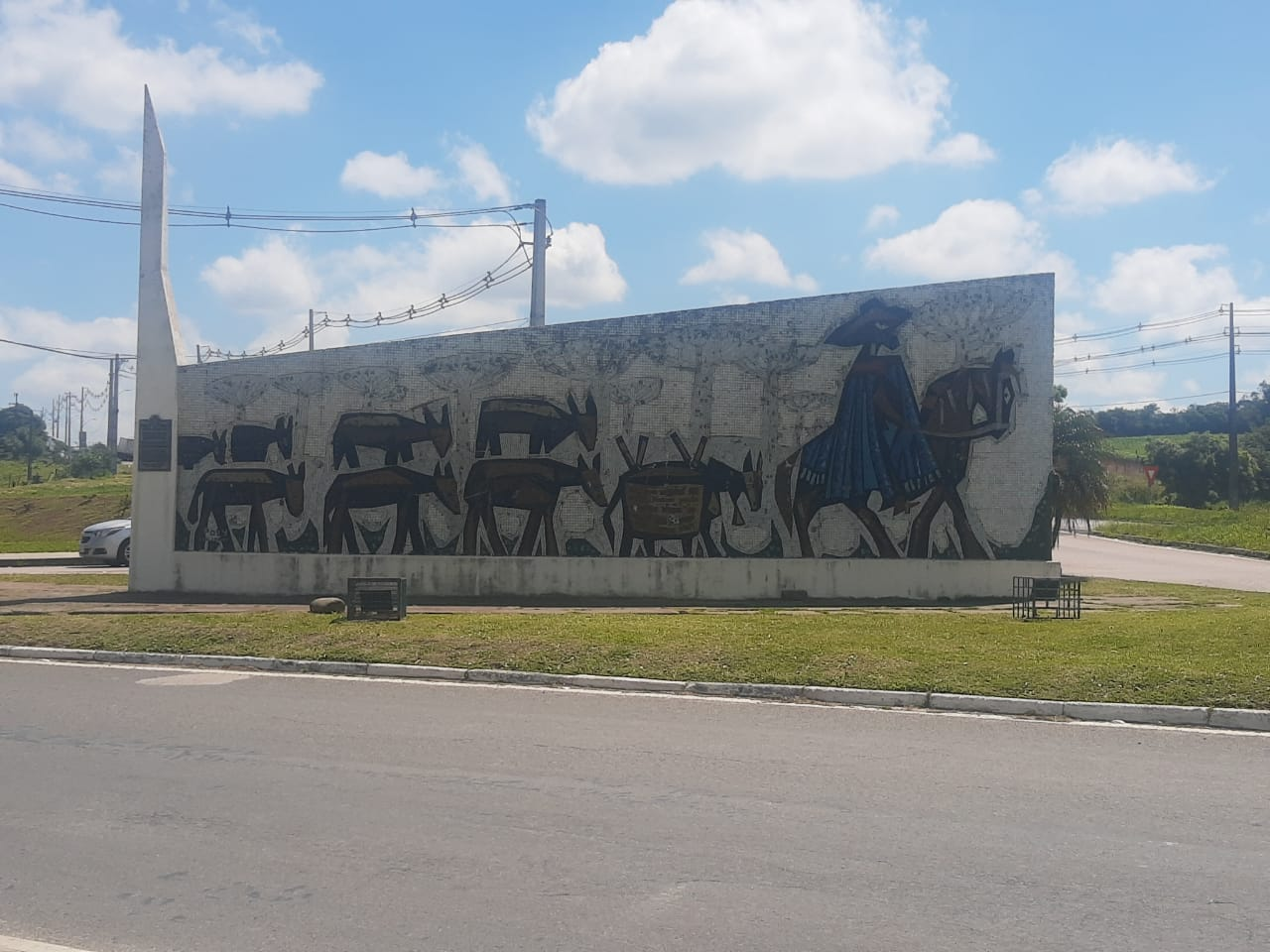
Monumento ao Tropeiro no município da Lapa–PR.

O descobrimento das jazidas de ouro da Capitania de Minas Gerais teve como um de seus resultados a enorme necessidade de gado cavalar e bovino. Utilizou-se, portanto, das mulas selvagens da região missioneira do sul, conduzidas pela estrada Viamão-Sorocaba, construída em 1731. Conforme Brasil Pinheiro Machado, a abertura dessa estrada foi “evento de importância na história do Paraná. Afastou Curitiba do ciclo litorâneo, desligando-a socialmente de Paranaguá e anexando-a ao sistema histórico dos conflitos fronteiriços, concedendo-lhe possibilidade de uma expansão para o sul, para o norte e para oeste, de modo que Curitiba começasse a representar o caráter de toda a região que seria a vindoura província”.
Começava-se dessa forma o tropeirismo na história do Paraná, que se prolongou até os anos 1870, no momento que se iniciou a era do transporte ferroviário. Inúmeros moradores ocuparam-se da rentável atividade de adquirir mulas no sul, inverná-los em seus campos e recomercializá-los nas feiras de Sorocaba. Foi fundamentalmente com a propagação das propriedades de pecuária e invernagem que se realizou a colonização do território. Com ênfase na qualidade dos pastos e na atividade de escravos africanos e indígenas, instalam-se as famílias que possuem o controle regional. Graças às tropas que se estabeleciam ao entorno de alguns rios, surgiram municípios como Lapa, Ponta Grossa e Castro.

### Desenvolvimento da pecuária

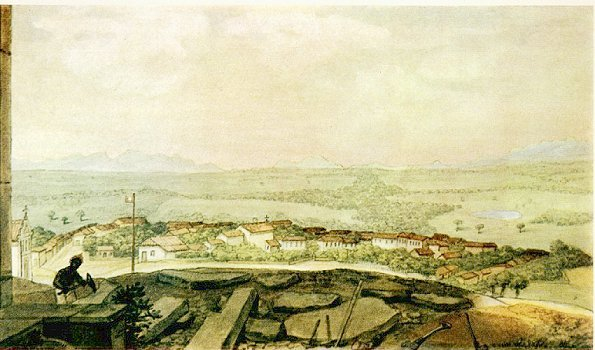
Panorama de Curitiba, em gravura de Jean-Baptiste Debret, 1827.

No início do século XIX, com o agravamento do conflito armado no sul, tornou-se importante, como parte da estratégia de Portugal, a colonização das terras que, por intermédio do Tratado de Madri, estavam subordinadas ao Império Português, mas continuavam relegadas ao abandono a partir da devastação das missões jesuíticas pelos bandeirantes.
Com a tripla finalidade de colonizar o território, dominar os indígenas e abrir passagem às missões, em junho de 1810 uma operação militar alcançou os campos de Guarapuava, que em seguida foram concedidos em sesmarias. Os "mais ricos habitantes" distribuíram os indígenas caçados e três décadas depois a região se encontrava colonizada. Tratava-se então de dominar os autóctones os campos de Palmas, o que fora realizado em 1839 por duas sociedades privadas, concorrentes, que se utilizaram do arbitramento para que não houvesse conflito armado dentre seus integrantes. Terminou-se desse modo na metade do século XIX, e em consequência da atividade pecuarista, a colonização dos campos do interior.

## Período imperial

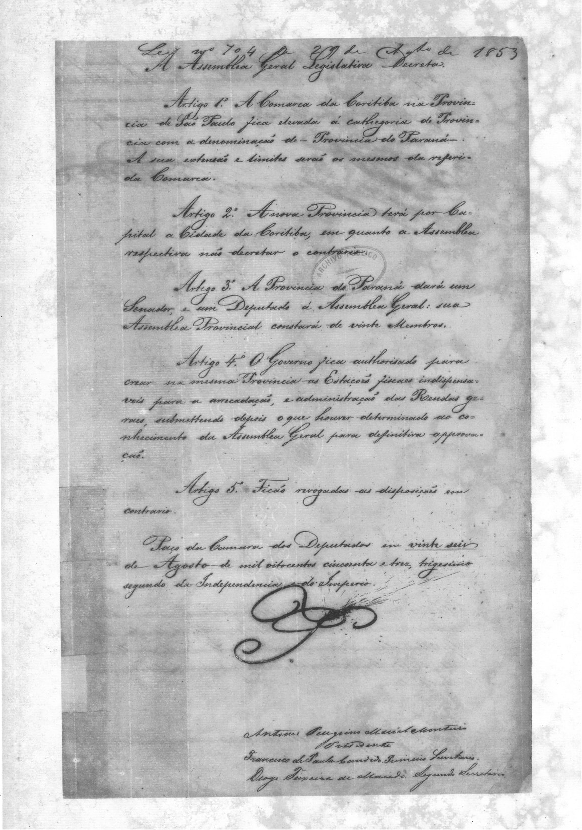
Fac-símile da Lei Imperial n.º 704 de 26 de agosto de 1853, que deu autonomia ao Paraná.

Por intervenção do alvará de 19 de fevereiro de 1811, foi fundada a comarca de Curitiba e Paranaguá, subordinada à capitania de São Paulo. A 6 de julho daquele janeiro a câmara municipal de Paranaguá encaminhou-se ao príncipe regente para solicitar o desmembramento da comarca e a fundação de nova capitania. Uma década mais tarde, a Conjura Separatista, comandada por Floriano Bento Viana, elaborou publicamente seu pedido emancipacionista, mas ainda sem conseguir sucesso.
Mesmo com a ação política manifestada em repetidos cuidados e requerimentos que objetivavam o desmembramento político-administrativo, e ainda após a emancipação nacional, permaneceram os então denominados "paranaguaras" sujeitos aos líderes da força regional, porque o governo provincial se encontrava distante e nem um pouco interessado naquelas regiões. A relevância política e estratégica da região sobressaía com o tempo e destacava-se com eventos que tiveram impacto no cenário brasileiro, como a Guerra dos Farrapos (1835–1845) e as revoltas liberais de 1842.
Em 29 de maio de 1843, entra em primeira discussão o projeto de lei que elevava a comarca de Curitiba à categoria de província. Durante os debates, destacaram-se os deputados de Minas Gerais e São Paulo. Segundo os deputados paulistas, o verdadeiro motivo da criação da nova província, por desmembramento da Província de São Paulo, seria o de punir esta última por sua participação na Revolta Liberal de 1842. Ao mesmo tempo, a economia do Paraná, ao lado do comércio de gado, recebia desenvolvimento com a venda externa da erva-mate nativa aos comércios platino e chileno. Foram realizadas promessas de desmembramento, ao passo que continuavam as comissões e os debates no Parlamento. Enfim, em 28 de agosto de 1853 foi promulgado o projeto de fundação da província do Paraná. Este abrigaria como capital provisória (que mais tarde seria ratificada) a cidade de Curitiba.

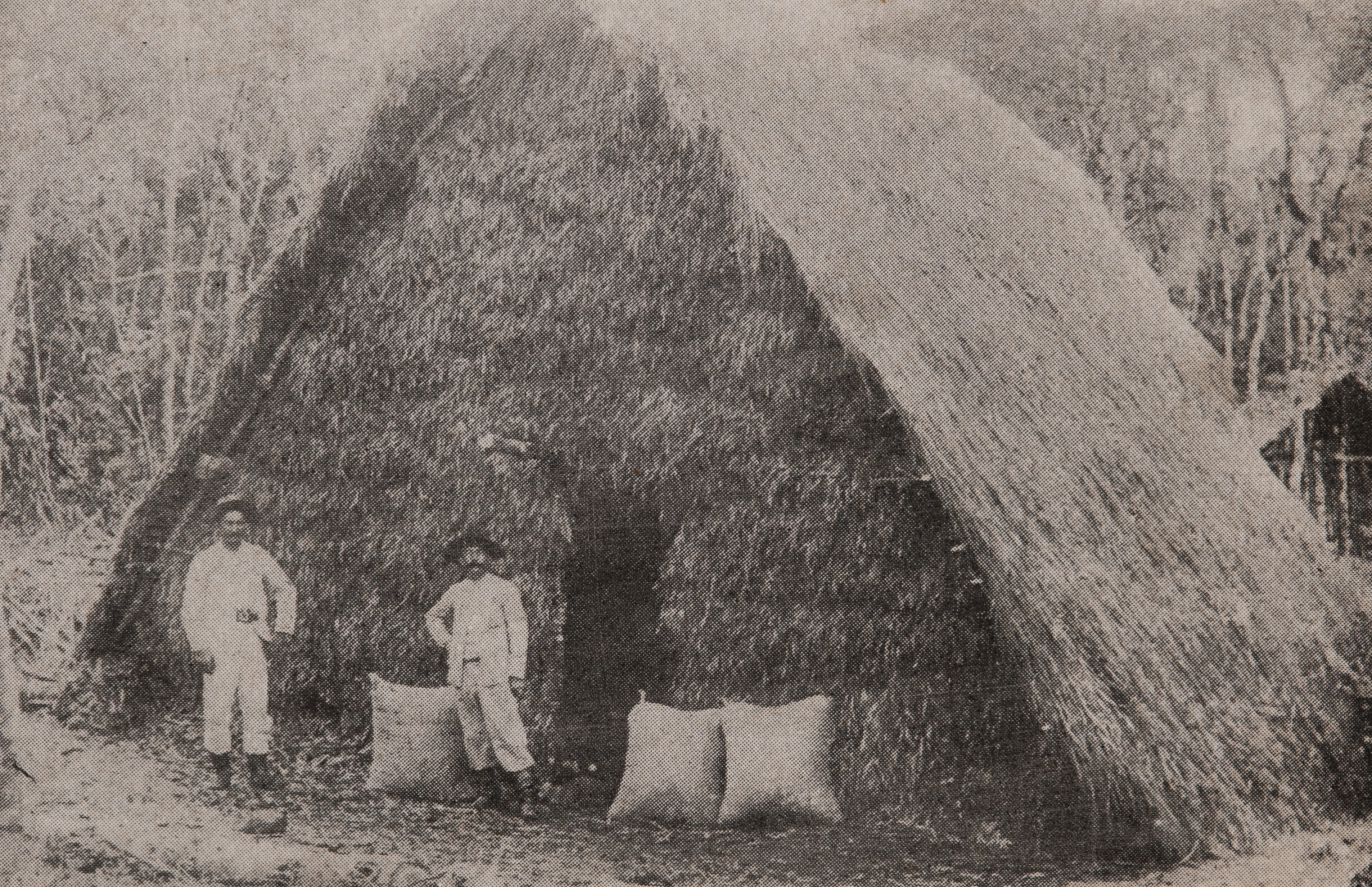
Depósito de erva-mate.

Em 19 de dezembro daquele ano veio à capital Zacarias de Góis e Vasconcelos, primeiro presidente da província, que a partir deste momento se comprometeu em tomar providências para estimular a economia regional e obter capitais para as atividades administrativas que eram precisas. Buscou direcionar para demais negócios, principalmente agrícolas, parte da mão-de-obra e dos recursos que eram utilizados na produção e venda da erva-mate. A mais rentável atividade da província continuava sendo, entretanto, a invernada e a comercialização de mulas para São Paulo. Essa atividade atingiu o ponto culminante nos anos 1860 e apenas entrou em decadência no desfecho do século.
No decorrer do período provincial, o governo do Paraná não atingiu a importante permanência executiva, porque a presidência da província, de livre nomeação do poder central, possuía nada além de 55 titulares em 36 janeiros. Os liberais do Paraná reuniram-se sob o comando de Jesuíno Marcondes e seu cunhado Manuel Alves de Araújo, membros da família dos barões de Tibagi e Campos Gerais, até então a mais influente oligarquia da região. Os conservadores eram liderados por Manuel Antônio Guimarães e Manuel Francisco Correia Júnior, de famílias que administravam o setor terciário da costa.

### Crise na sociedade pecuarista

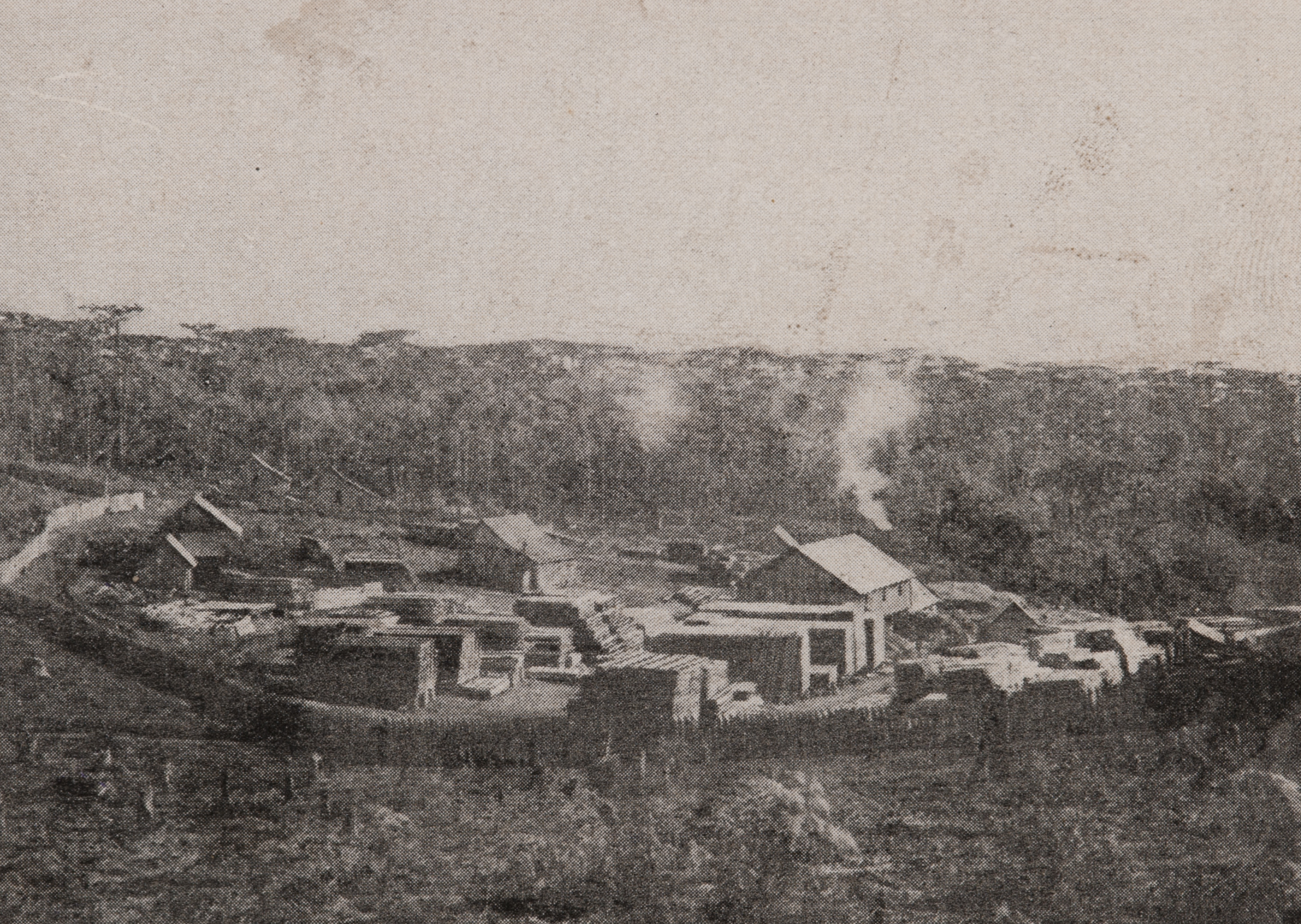
Serraria em plena floresta.

O declínio da venda de mulas ocasionou uma crise em toda a sociedade pecuarista paranaense. O enorme legado impartilhável do patriarcado, que compreendia diversas uniões familiares, já não poderia assegurar a sobrevivência de todos. Herdeiros de proprietários se transferiram às cidades, a São Paulo e ao Rio Grande do Sul. A partir do começo do século XIX o Paraná chegava a acolher imigrantes, no interior da política de ocupação dos vazios populacionais. Eram açorianos, alemães, suíços e franceses, entretanto, em menor quantidade e sem possibilidades de enriquecimento.
Na metade desse século, apesar de possuir uma população de mais de sessenta mil habitantes, o Paraná permanecia, sob a ótica humana, um deserto desigualmente atravessado por 19 pequenos oásis localizados a distâncias enormes uns dos outros, de modo literal, intransitáveis, porque, além dos "caminhos históricos", que dentro de pouco tempo se entenderia não serem os "caminhos econômicos", não existia nada que se fosse possível denominar de rede de transportes. Esses 19 oásis eram constituídos pelas duas cidades (Curitiba e Paranaguá); pelas sete vilas (Guaratuba, Antonina, Morretes, São José dos Pinhais, Lapa, Castro e Guarapuava); pelas seis freguesias (Campo Largo, Palmeira, Ponta Grossa, Jaguariaíva, Tibagi e Rio Negro) e pelas quatro capelas curadas (Guaraqueçaba, Iguaçu, Votuverava e Palmas). Curitiba possuía, até então, seis mil habitantes, e Paranaguá, seis mil e quinhentos. A população das vilas, freguesias e capelas variava, geralmente, de mil a cinco mil habitantes, de modo que a densidade verdadeira, nos núcleos urbanos embrionários, era bem mais expressiva do que a média estatística (0,3 indivíduo por quilômetro quadrado) faria presumir. Em contrapartida, em boa parte do território o vazio era verdadeiro. Eram os Campos Gerais do Paraná, a floresta ombrófila mista, e a Serra do Mar.
No final do século XIX, novo estímulo de progresso se deu com a construção das ferrovias, já que possibilitou o desenvolvimento da indústria de madeira, pois determinadas estradas de ferro conectavam as matas de araucárias aos portos, como Paranaguá, e a São Paulo. Ao mesmo tempo, o transporte de muares desapareceu, e isso causou uma crise na sociedade pastoril.

### Povoamento
| |  | |
| De Immigrant (O Imigrante), moinho em estilo holandês na colônia neerlandesa de Castrolanda, em Castro. |  | Descendentes de ucranianos na cerimônia de bênção dos alimentos na véspera da Páscoa de 2006, em Curitiba. |

No segundo meado do século XIX, incentivou-se um gênero de povoamento direcionado para a geração de uma agricultura que atendesse a demanda de distribuição. Decisões grupais das administrações do Império do Brasil e da Província do Paraná possibilitaram a fundação de centros coloniais nas imediações dos núcleos urbanos, principalmente no Primeiro Planalto Paranaense, representados por poloneses, alemães, italianos e, em agrupamentos pequenos, suíços, franceses e ingleses. Essas levas de colonizadores legaram à aparência étnica do Paraná uma conhecida diversidade. E em certos locais do Paraná, por exemplo, além do português, na periferia do município de Castro é falado também o holandês. Em algumas outras regiões do estado, os descendentes de imigrantes conversam também em alemão, italiano, ucraniano, polonês e até japonês. Além disso, são faladas línguas indígenas.
A quantidade de escravos foi bastante reduzida, desde meados do século, especialmente em consequência de comercialização ou aluguel para demais províncias. Um relatório do presidente do Paraná, em 1867, registrou que o imposto recebido sobre escravos que se deslocavam para São Paulo "era quase o mesmo sobre animais".
A chegada de imigrantes resolvia então o problema, piorado pelo abandono da mão-de-obra escrava, da carência e encarecimento das riquezas agrárias. Nos últimos decênios do século XIX, a abertura de ferrovias e linhas telegráficas contratou imigrantes atraídos por sociedades de colonização. Nessa época no princípio do século XX, estabeleceram-se no Paraná mais de quarenta centros coloniais.

## Período republicano

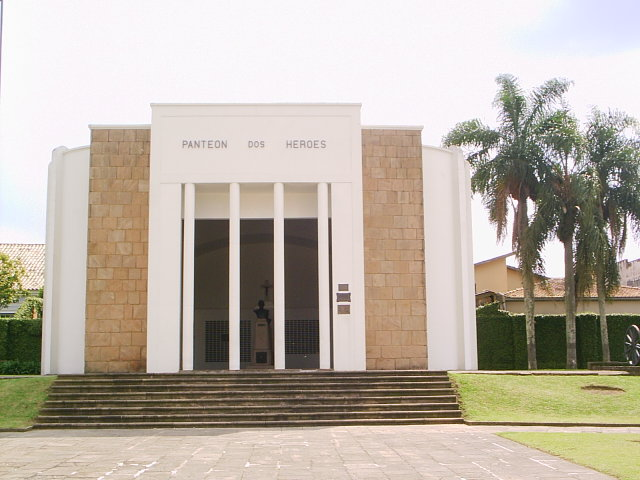
Panteon dos Heroes, monumento aos legalistas que lutaram no Cerco da Lapa.

A partir do manifesto de 1870 aconteceram no Paraná demonstrações ocasionais, e sem coesão, de amor pela República. Ainda após a criação dos jornais Livre Paraná, em Paranaguá, e A República, em Curitiba, e da fundação de clubes republicanos em ambas as cidades, o movimento não veio a se intensificar. Poucos paranaenses sobressaíram na campanha republicana, entretanto, em outras províncias do Brasil. Na Assembleia Provincial, dispunham os republicanos de um só deputado, Vicente Machado da Silva Lima, elegido por intermédio do Partido Liberal, e o qual foi personalidade de destaque nos primórdios do novo sistema de governo.
O estado passara pelos reflexos das diversas dificuldades políticas que caracterizaram os primórdios da república e apenas em abril de 1892 teve ratificada sua constituição estadual, que entrou em vigência até o triunfo da Revolução de 1930. No decorrer da Revolução Federalista, o Paraná fora cenário de sangrentas lutas, em consequência do confronto, em seu território, de forças federalistas e legalistas. Relegado o estado pelos maragatos, a vingança foi feita. Os "pica-paus" tomaram posse então do poder e castigaram os "maragatos". Apesar de raros apaziguamentos, tal separação continuou até 1930.

Mapa do Paraná, 1934. Arquivo Nacional.

A província do Paraná teria que possuir os limites iguais aos da ex-comarca, como resultado do que se estendeu até o segundo decênio do século XX um difícil problema de divisas com Santa Catarina, aparecido a partir do descobrimento e colonização dos campos de Palmas. Com ênfase na carta régia de 1749, Santa Catarina tinha como seu o interior que equivalia ao litoral, ao passo que o Paraná se fundamentava sua posição no preceito do uti possidetis. Com a Proclamação da República, os dois estados desempenhariam sua responsabilidade de dividir terras em um mesmo território.
Em três oportunidades Santa Catarina obteve ganho de causa no Supremo Tribunal Federal, entretanto, o Paraná recorreu das sentenças. Nessa região é que se iria declarar a Guerra do Contestado. Enfim, em 1916, por determinação decisiva do presidente do Brasil, Venceslau Brás, foi realizada a divisão da área, com o que foi resolvido o problema.

### Problemas agrícolas
Em 1920, o Paraná atingia a 13.° posição em população no Brasil, com mais de 700 mil pessoas; em 1960, o estado havia ultrapassado para o quinto lugar, com cerca de 4,5 milhões de residentes. Esse crescimento não decorreu somente do aumento natural, entretanto, de intensas correntes migratórias internas, por meio das quais se transferiram moradores de outros estados para regiões até então inférteis do Paraná.

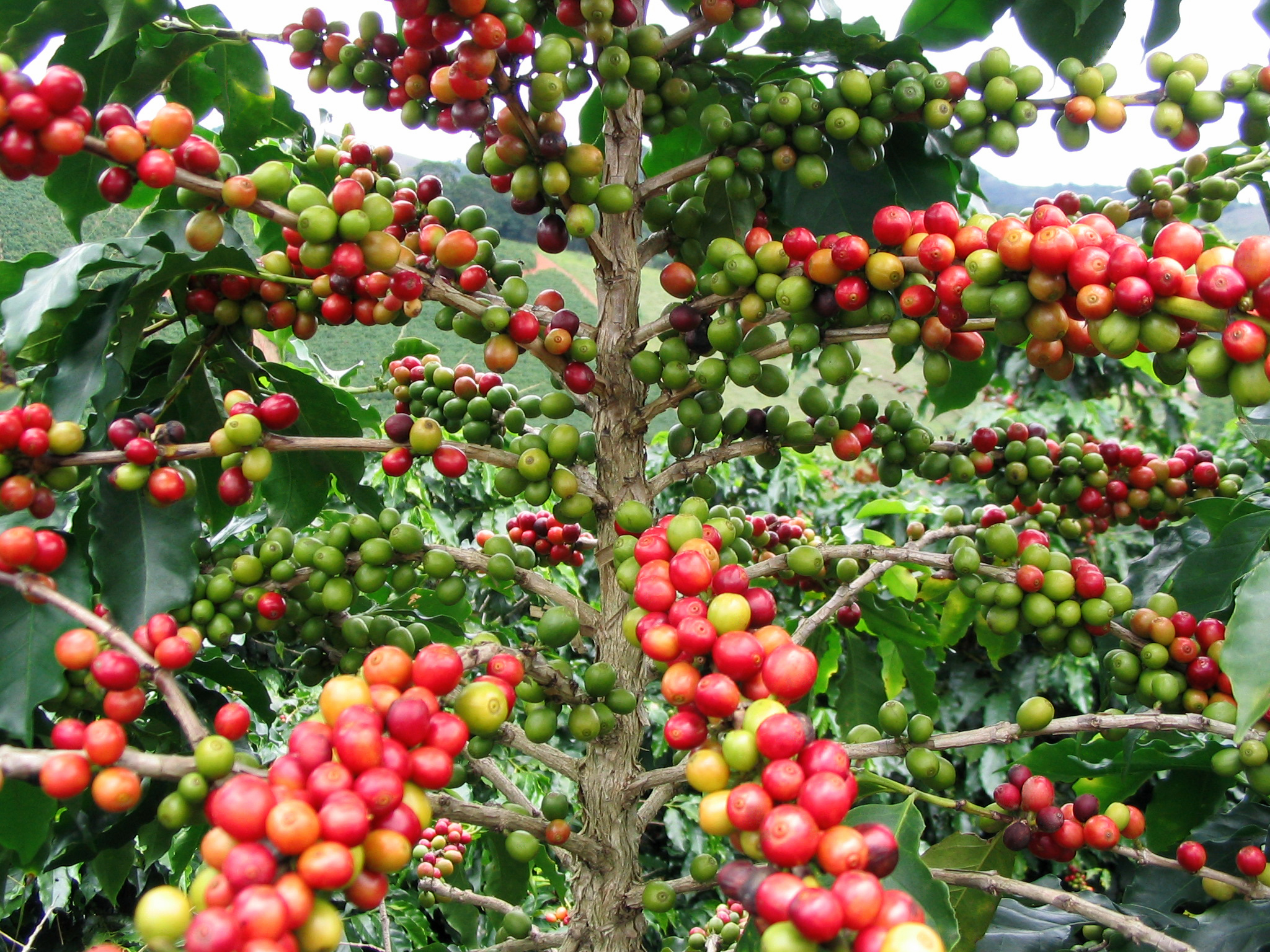
O cultivo do café impulsionou o crescimento do Norte do Paraná.

A partir do desfecho do século XIX, agricultores de São Paulo e Minas Gerais começaram a fundação de propriedades cafeeiras no norte do estado, abundante em terras roxas. A este gênero de colonização veio acrescentar-se a ocupação direcionada tanto pública como privada. Vieram igualmente novos contingentes de imigrantes, principalmente japoneses e, com o conhecimento de projetos parecidos na Austrália e na África, em 1924 Lord Lovat foi conhecer o Paraná e três janeiros mais tarde ganhou do governo uma doação de quinhentos mil alqueires de terra no norte do estado. Criou na época a Paraná Plantation Ltd. a qual, junto da Companhia de Terras do Norte do Paraná e da Companhia Ferroviária São Paulo-Paraná, realizou o projeto de ocupação dessa área. O eixo da operação era Londrina, que desde então se expandiu em ritmo acelerado.
Na área dos rios Iguaçu e Paraná, as florestas eram há largo tempo extraídas por companhias que vendiam madeira e erva-mate. A partir dos anos 1920 acontecia a colonização voluntária por colonizadores gaúchos e catarinenses, especialmente filhos, netos e bisnetos de alemães e italianos. Após o movimento revolucionário de 1930, suspensas inúmeras doações de terrenos, estendeu-se, por determinação do poder executivo do estado e das instituições privadas, para a colonização estruturada, destinada à lavoura diversificada e a produção de pequenos animais.

### Revolução de 1930 e intervenção

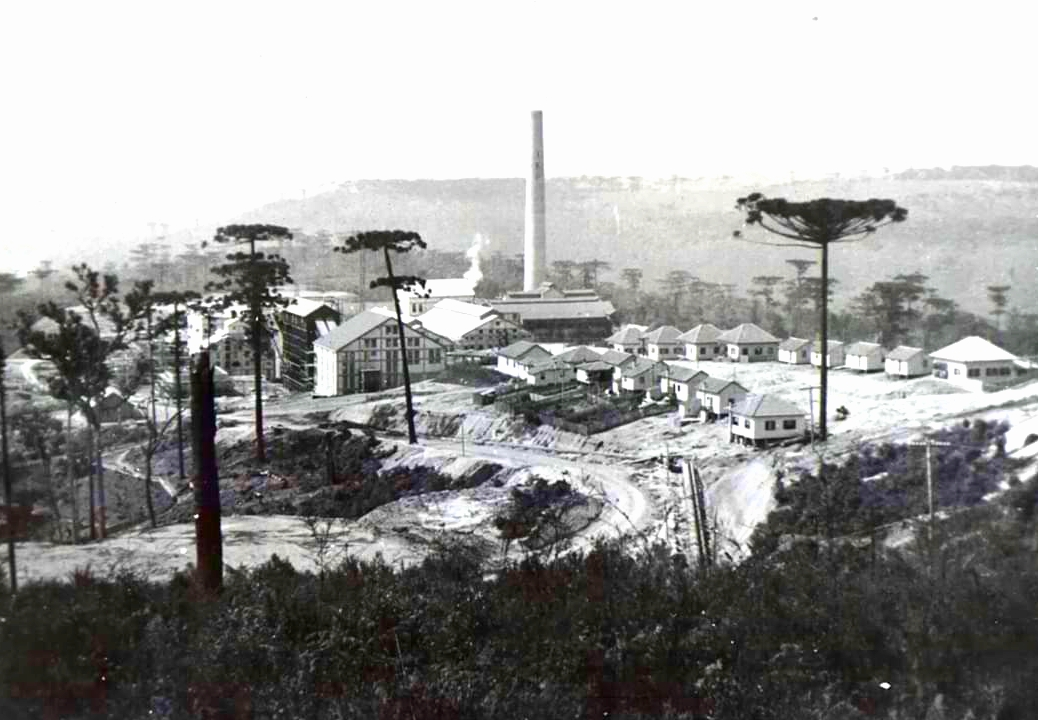
Unidade Monte Alegre da Klabin, fábrica de papel em Telêmaco Borba na década de 1940.

Eclodida a revolução em outubro de 1930, já no dia 5 daquele mês seus correligionários, com auxílio de forças castrenses, tomaram posse do governo do estado, implantaram um regime temporário e sucederam os representantes no interior. As finanças públicas estavam em total instabilidade e a economia em dificuldade. Existia também o sério problema das terras devolutas do estado. O general Mário Tourinho, primeiro interventor, foi sucedido no poder por Manuel Ribas. Este, elegido em 1935, foi designado como interventor pelo Estado Novo, em 1937, e continuou no cargo até 1945. Na administração de Vargas, Manuel Ribas foi um forte aliado, o qual mereceu destaque por realizar obras de importância. São exemplos: o reaparelhamento do Porto de Paranaguá, a instalação da fábrica de papel da Klabin, a Estrada do Cerne, além de rodovias interligando algumas cidades do estado e da melhoria da educação, saúde e demais áreas. Ribas permitiu também a criação do Território Federal do Iguaçu, com desmembramento do oeste e sudoeste do Paraná.
Em 1943 o presidente Getúlio Vargas visitou as obras da construção da fábrica de papel da Klabin, unidade Monte Alegre, em Telêmaco Borba, e em 1946 a fábrica iniciou suas atividades. Em 1953 o presidente Getúlio Vargas retornou ao Paraná para inaugurar a Usina Hidrelétrica Presidente Vargas, construída e administrada pela Klabin.
Ao final da década de 1950 ocorre a Revolta dos Colonos (ou Revolta dos Posseiros), onde colonos repudiaram os sérios problemas de colonização da região sudoeste, que estabeleceu conflitos entre posseiros e as companhias de terras grileiras, e os governos federal e estadual. Nos anos 1960, todas as regiões paranaenses já se encontravam colonizadas, mas, em seu método de colonização, ao lado do agricultor que adquiria um ou mais quinhões, apareceu ainda a imagem do "posseiro", que se estabelecia no terreno que considerava do estado ou sem proprietário. Começou a acontecer ainda a comercialização diversificada, a aquisição do "não proprietário" e a "grilagem" em escala maior. Dessa forma, o momento foi ainda de lutas e conflitos agrários, que se estenderam por todo o segundo meado do século XX, sem qualquer saída permanente no decorrer dos progressos econômicos e sociais.

### Progressos, dificuldades e últimos anos do século XX
Conforme o governo do estado buscava transformar o Paraná no celeiro agrícola do Brasil e num fabricante de madeira competente para realizar grandes reflorestamentos, as lutas fundiárias não somente prosseguiram como aumentaram em quantidade. Mais de cem milhões de pequenos fazendeiros e trabalhadores rurais sem terra simularam um êxodo rural que ocasionou uma desocupação populacional em cerca de cinquenta municipalidades. Tais emigrantes se transferiram especialmente para o Centro-Oeste e para a Amazônia, trazendo consigo sua concepção produtiva.
No início da década de 1960, o Paraná sofreu muito com a estiagem, tempo seco e geadas. Neste período o estado concentrava cerca de 50% da produção nacional de café. Ao todo, eram 1,8 milhão de hectares de café, com uma média de 20 milhões de sacas colhidas. Em 1963 o Paraná foi atingido por um grande incêndio florestal, um dos maiores incêndios ocorridos no Brasil no século XX. O incêndio queimou cerca de 10% do território do estado, 8 mil imóveis em 128 municípios e matou mais de 100 pessoas. Após esse período o Paraná iniciou um trabalho de prevenção contra incêndios criando assim um modelo de sistema de alerta de monitoramentos. Começou também a diversificação dos cultivos na agricultura que só foi intensificada após 1975, inclusive com a mecanização do campo.
Ainda na década de 1960, entrou em operação a Usina Termelétrica de Figueira. Sendo a única termelétrica localizada no estado que depende unicamente do carvão mineral. A iniciativa visava suprir a demanda por energia na região e explorar as minas de carvão em jazidas da principal bacia carbonífera do Paraná.

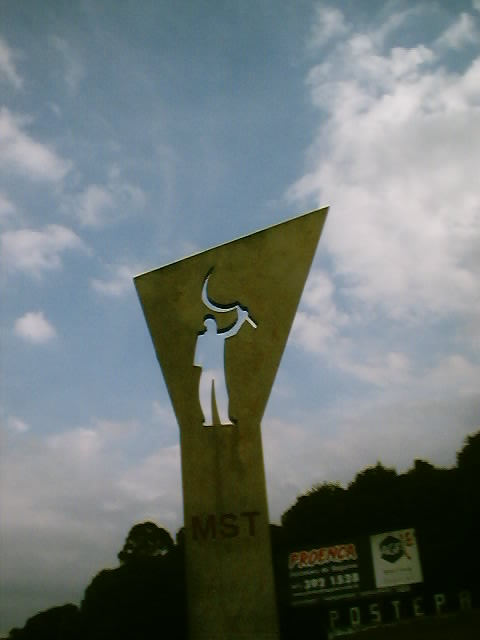
Monumento erigido no Paraná em homenagem à trabalhadores do MST (Movimento dos Sem Terra). O projetista foi o arquiteto Oscar Niemeyer.

O ano de 1975 ficou marcado na história paranaense. Durante o inverno, uma intensa massa de ar polar atingiu o estado. O Paraná registrou naquele ano temperaturas extremamente baixas, inclusive com uma intensa nevasca em Curitiba. Na madrugada de 18 de julho de 1975 ocorreu o fenômeno conhecido como "geada negra", que não é em sentido estrito uma geada, mas sim uma condição atmosférica que provoca o congelamento da parte interna da planta (da seiva), deixando a planta escura, queimada e morta. As consequências para a agricultura foram devastadoras, dizimando as lavouras, principalmente toda a produção cafeeira. Para a economia do estado ocasionou prejuízos inestimáveis, provocando grande recessão econômica no Paraná.
Entre as décadas de 1960 e 1970, na agricultura, a soja aumentava em trinta por cento o espaço que ocupava, substituindo outras culturas como a do café. Igualmente o setor fabril experimentava avanços significativos, como a implantação, em 1976, de uma indústria de ônibus e caminhões em Curitiba e o começo da operação, em 1977, da refinaria Presidente Getúlio Vargas. Fizeram-se também naquele momento época as primeiras importantes melhorias que tornaram a capital paranaense um padrão de novas soluções urbanísticas: implantou-se o primeiro trecho das ciclovias da cidade e nasceu o sistema de ônibus expressos. e surgiu o sistema de ônibus expressos.
Cresceram, entretanto, as reivindicações de terra, inclusive em reservas indígenas, do mesmo modo como acusações de sérios prejuízos ecológicos ocasionados pela progressiva quantidade de represas para a edificação de usinas hidrelétricas — nos rios Iguaçu, Paranapanema, Capivari e Paraná. Em 1980, a safra de soja alcançava a casa de 2.500kg por hectare, maior do que o recorde estadunidense até então atingido, ao passo que a de trigo posicionava o Paraná no primeiro lugar brasileiro, com 57% do plantio de todo o Brasil.
Em 1982, a extinção do salto de Sete Quedas, exigida pela importância de construir o grande depósito da barragem de Itaipu, ocasionou forte movimento de protesto. Piorava, igualmente, também na metade dos anos 1990, o problema da terra, com ataques e protestos dos trabalhadores rurais sem terra. Nos anos mais recentes do século XX, o estado do Paraná possuía um excelente cenário social e econômico, com estabilidade demográfica e inovação agrária e fabril, sobressaindo a implantação de fábricas de automóveis no estado, enquanto a economia do Paraná buscava se aproveitar das possibilidades que o Mercosul apresentava.

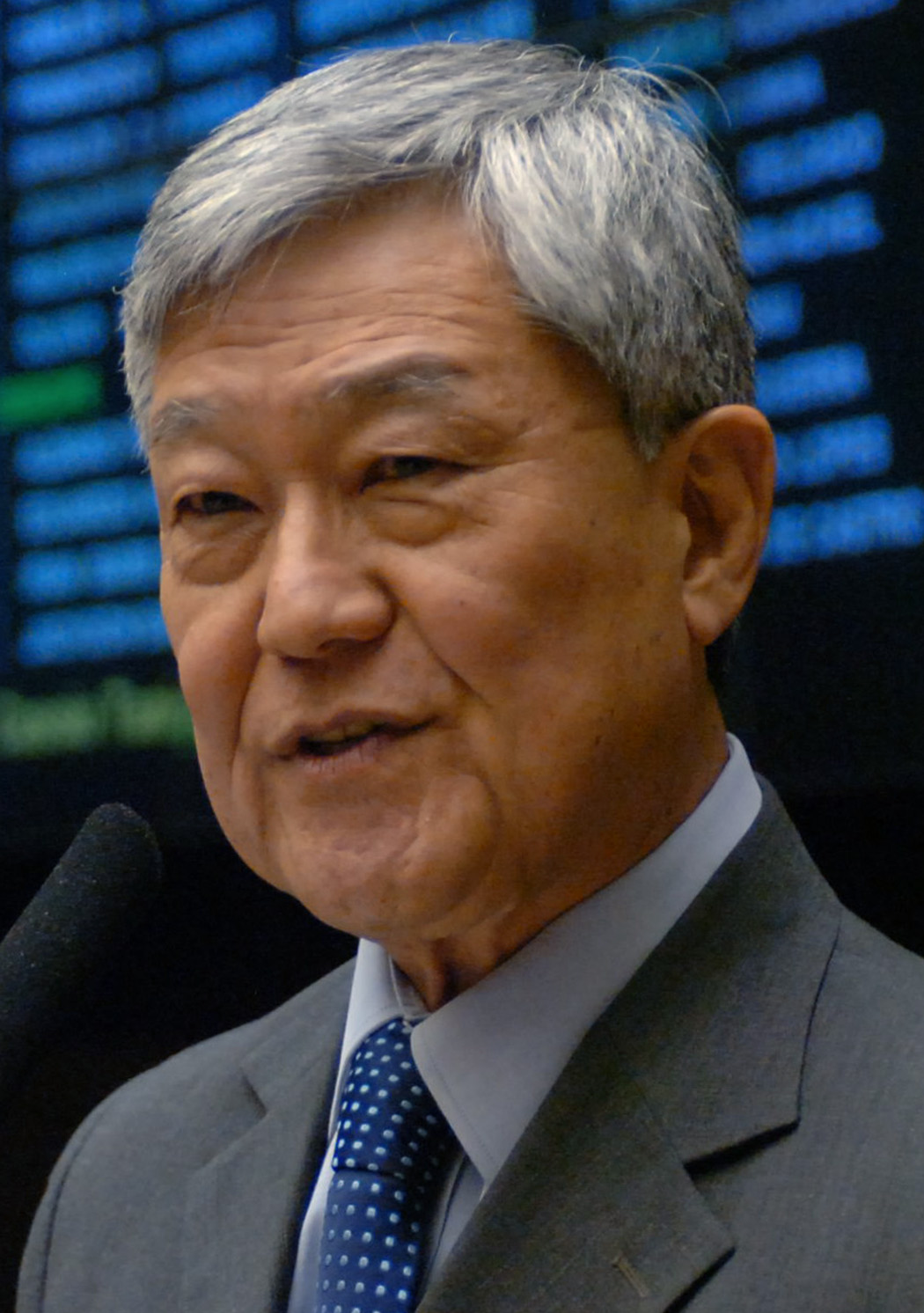
Cássio Taniguchi.

Em 2000, além de dar prosseguimento ao projeto de vilas rurais, o governo estava presente na abertura das portas do novo aeroporto de Maringá, que dispôs de um capital de 22,4 milhões de reais, e de mais duas empresas do polo eletroeletrônico de Pato Branco (a fábrica de montagem de software da CPM e a segunda indústria da Hosonic Industrial do Brasil), ambas no Centro Tecnológico Industrial do Sudoeste Paranaense (Cetis). Mas a fama do governador Jaime Lerner, do Partido da Frente Liberal (PFL), veio aos patamares mais reduzidos em 2000, em função das acusações de corrupção na companhia de locação financeira do Banco do Estado do Paraná (Banestado), do impeachment de seu partidário Antônio Belinati, exonerado da prefeitura de Londrina, e do saldo negativo nas contas públicas do estado.
Depois de uma longa guerra judiciária contra os adversários da desestatização, a administração do estado chegou a ceder o Banestado com um lucro de 302,81%. O Banco Itaú, que concorreu ao leilão entre o Bradesco e o Unibanco, comprou o antigo banco estadual em outubro por 1,625 bilhão de reais. Para o poder executivo estadual, o excelente lucro foi decorrência do método de limpeza a que foi sujeito o banco antes de ser colocado à cessão.
Em uma das eleições mais concorridas da história da capital do estado, em 29 de outubro de 2000, caracterizada por permuta de denúncias e queixas à justiça, Cássio Taniguchi, do PFL, foi reeleito para a prefeitura de Curitiba com 51,48% dos votos válidos, sobre 48,52% do proponente do Partido dos Trabalhadores (PT), Ângelo Vanhoni. O triunfo foi grandemente celebrado pelo governador Jaime Lerner — paraninfo político de Taniguchi — que manteve então um notável ponto de apoio para a governo do estado, ainda que os cerca de quatrocentos mil votos obtidos pelo proponente petista hajam aconselhado uma grande transformação no panorama eleitoral da capital do Paraná.

### Década de 2000

#### 2001
Em 2001, o Paraná alcançou pela primeira vez a quarta posição na enumeração dos estados mais competitivos, ultrapassando o Rio Grande do Sul. Ficou atrás somente de São Paulo, Rio de Janeiro e Minas Gerais. A empresa de consultoria Simonsen Associados criou a relação com embasamento em 98 fatores de capital e infraestrutura econômica. O progresso do Paraná decorreu da evolução da sua infraestrutura, dado que o seu produto interno bruto continua menor ao do Rio Grande do Sul: quarenta bilhões de dólares, versus 43 bilhões de dólares.
Apesar do PIB paranaense ser inferior ao gaúcho, sua presença no PIB brasileiro vem crescendo a partir de 1994. Conforme os especialistas, o desenvolvimento resulta das seguintes razões: investimentos fabris, principalmente no campo automobilístico; desenvolvimento agrário, com importante presença das cooperativas; aplicações financeiras em infraestrutura, com expansão do fornecimento de eletricidade, comunicações e transportes; além de melhoramentos nos portos e aeroportos e erguimento de pontes que conectam o estado ao Centro-Oeste do Brasil.
Segundo informações da Secretaria de Estado da Fazenda do Paraná, o estado teve aumento real de 9% no recebimento de imposto sobre circulação de mercadorias e serviços (ICMS) no primeiro semestre de 2001. O Paraná, que recolheu 1,9 bilhão de reais nos primeiros seis meses de 2000, ganhou 2,2 bilhões de reais no primeiro semestre de 2001. Desde o desfecho de 2000, as montadoras de veículos, que se fixaram no estado, passaram a pagar ICMS, cujo salário havia sido postergado com rendimento tributário. Informações oficiais conduzem a acreditar que o recebimento em 2001 atinge 4,8 bilhões de reais.
As vendas externas paranaenses nos nove primeiros meses de 2001 alcançaram quatro bilhões de dólares, quantidade 24% maior que a catalogada na mesma época em 2000, conforme o Ministério do Desenvolvimento, Indústria e Comércio. As exportações do Paraná em 2000 nesse período chegaram a 3,2 bilhões de dólares. O aumento averiguado no acumulado de 2001 foi três vezes maior que o da média brasileira, contabilizado em 7%. Entre os produtos que mais colaboraram para essa consequência incluem a soja, farelo e óleo de soja, automóveis, milho e frango. Apesar da soja continuar a ser a campeã da lista das vendas externas, os automóveis foram o produto que mais subiu dentre os dez itens mais vendidos externamente.
Em 2001, a colheita de soja no Paraná teve produção recordista de 4,2 toneladas por hectare. Feliz com o rendimento, o produtor de soja trouxe progresso rápido ao cultivo da colheita 2001/2002. Cerca de 105.000 hectares — o correspondente a 3,5% da superfície total de 3 milhões de hectares - haviam sido plantados até outubro de 2001, consoante a Secretaria de Estado da Agricultura do Abastecimento (Seab).

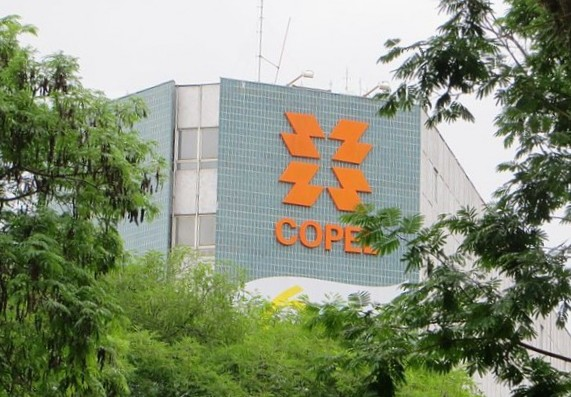
Logomarca da Copel.

Apesar da pretensão do governo do estado em ceder a Companhia Paranaense de Energia, os dois leilões programados para esse objetivo não aconteceram por falta de interessados. Em ambos os casos, os grupos pré-qualificados para a concorrência não realizaram a reserva de benefícios fiscais de 400 milhões de reais. Além disso, ocorreu grande tensão social e política contra a desestatização da Copel. O governo esperava empregar o capital recebido com a cessão para extinguir o rombo de 100 milhões de reais por mês do fundo de pensão estadual. Em função da suspensão do segundo leilão, o governo começou a levar em conta duas oportunidades: criar um novo período de pré-qualificação ou ceder a instituição em setores e não mais em bloco, o que faria diminuir a oferta mínima de 5 bilhões de reais.
No âmbito político, um dos eventos de maior destaque foi a acusação de um caixa dois na campanha de reeleição do prefeito de Curitiba, Cássio Taniguchi. O prefeito afirmou para o Tribunal Regional Eleitoral que sua campanha havia valido 3,1 milhões de reais, entretanto, em 2001 a mídia anunciou o descobrimento de um livro-caixa paralelo que preconizava despesas de cerca de de 32,9 milhões de reais. O parecer pericial da Polícia Civil finalizou que parte dos documentos eram reais, mas o prefeito não aceitou a fidedignidade da documentação e solicitou um novo laudo.

#### 2002

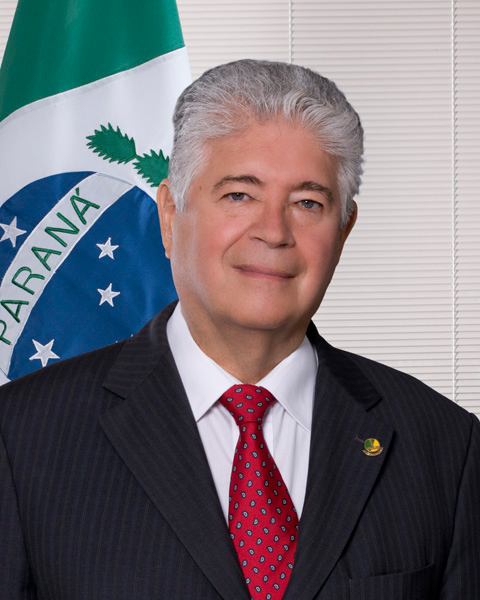
Roberto Requião.

Em 2002, a corrida eleitoral para governador do Paraná só foi determinada no segundo turno, com o triunfo do senador Roberto Requião, do Partido do Movimento Democrático Brasileiro (PMDB). Requião conseguiu 55,2% dos votos válidos, e Álvaro Dias do Partido Democrático Trabalhista (PDT), 44,8%. O governador elegido indicou imediatamente dois dos novos secretários: Maurício Requião, seu irmão, para a Educação, e o vice de sua chapa e deputado estadual Orlando Pessuti, para a Agricultura. Para o Senado se elegeram Osmar Dias, do Partido Democrático Trabalhista (PDT), e Flávio Arns, do Partido dos Trabalhadores (PT).
O setor de agronegócios comandou os ganhos positivos da economia. Em agosto, a produção fabril subiu 3,29 no que se refere à mesma época do ano anterior, bem superior à média nacional de 0,9%, O mais elevado rendimento positivo de agosto, quanto a agosto de 2001, foi o do setor mecânico (52,496), principalmente a fabricação de máquinas automáticas para higienizar e untar carros e colhedeiras agricolas. Em decorrência do crescimento do beneficiamento de farelo de soja, o setor alimentício se expandiu 5% em agosto, após enfrentar uma redução de 1,7% em julho. O transporte material teve o maior impacto negativo no total mensal, de –24,5%. A ocupação formal aumentou 1,17% no primeiro semestre, resultando na abertura de 16.998 novas vagas de emprego. A agricultura e a indústria alimentícia foram os setores que mais contribuíram para a geração de empregos.
No primeiro período do ano, as atividades econômicas se favoreceram com medidas em várias áreas. O ramo do agronegócio foi o mais dinâmico. Com suporte do Banco Regional de Desenvolvimento do Extremo Sul (BRDE), que transfere recursos do Banco Nacional de Desenvolvimento Econômico e Social (BNDES), a Global Grain, dona do moinho Santo André, investiu vinte milhões de dólares na montagem de um moinho de trigo na cidade de Ponta Grossa. A construção teve início na segunda metade do ano para que o moinho começasse a entrar em funcionamento em 2003. O estado foi indicado por ser o principal produtor brasileiro de trigo e pela sua vizinhança com importantes centros consumidores. A seleção do local da construção também seguiu a estratégia de funcionamento com custos reduzidos - está adjacente à ferrovia controlada pela América Latina Logística, o que diminuirá os gastos de transporte em até 30%.
A Cooperativa de Cafeicultores e Agropecuaristas de Maringá (Cocamar) aplicou quinze milhões de reais na implantação de três novas unidades fabris, que passariam a funcionar igualmente em 2003, criando 80 empregos diretos. Uma delas produzirá ketchup, maionese e mostarda; nas outras duas serão fabricados sucos de frutas e bebidas feitas de soja. O lucro antecipado é de sessenta milhões de reais. A Cooperativa Agrícola Mista Rondon (Copagril) implantou um abatedouro de aves, com faturamentos de 21,5 milhões de reais. Na primeira etapa do projeto, abater-se-iam oitenta mil aves por dia; na segunda etapa, a quantidade aumentará para 150.000 aves por dia. Operando em nove municípios paranaenses e sete sul-mato-grossenses, a Copagril calculou o seu faturamento mais elevado que o de 2001.

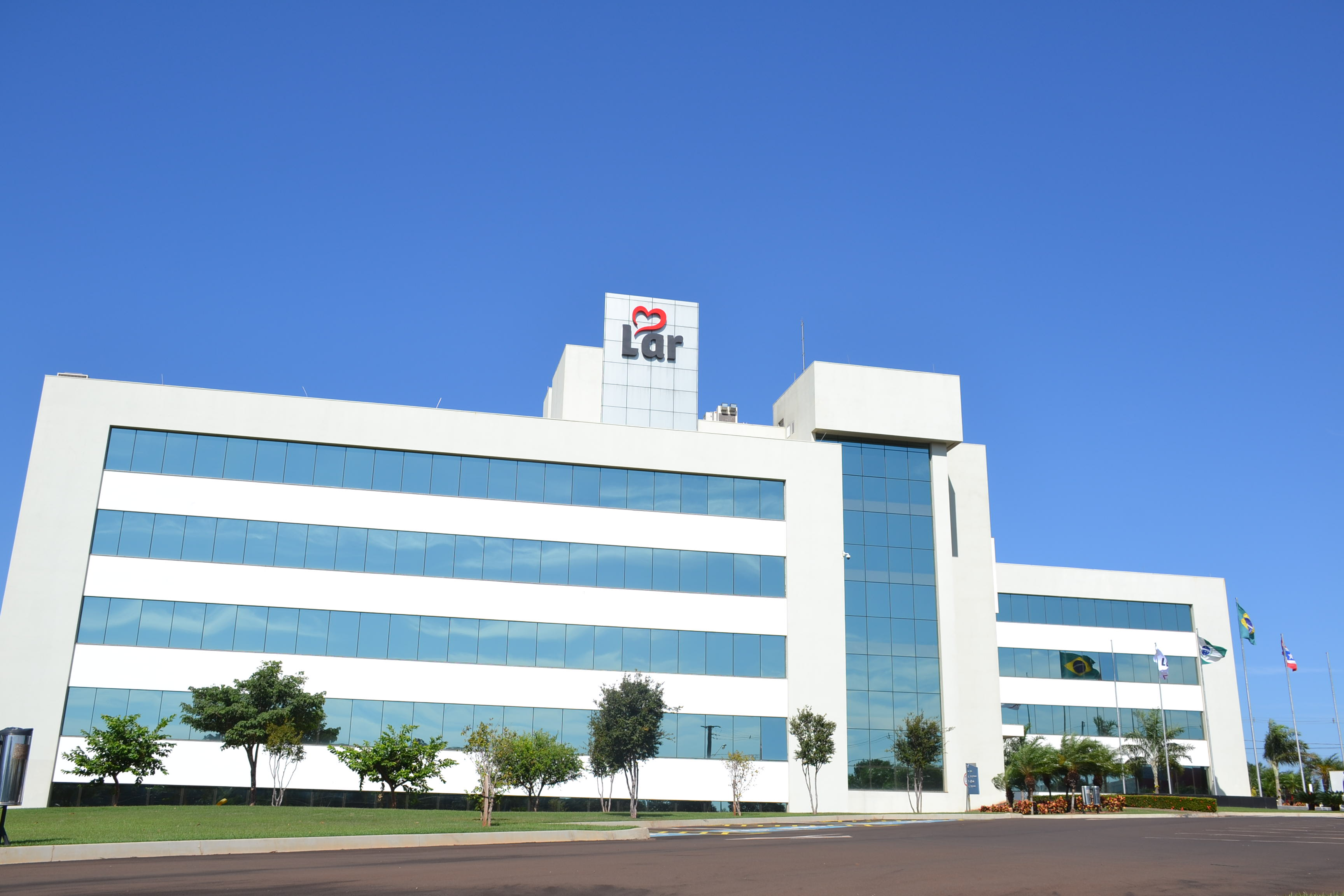
Sede da Lar Cooperativa Agroindustrial.

A Agribands, multinacional estadunidense que vende rações, aplicou 10 milhões de reais na edificação de uma indústria de insumos e remédios para criação de aves, porcos, bois e peixes em Cascavel. A empresa criou criou mais de cem ocupações diretas e cerca de trezentos empregos indiretos. Uma fábrica de recolhimento de leite foi implantada pela Parmalat em Nova Santa Rosa, 85 km de Cascavel. O negócio, o qual acolhe e esfria o leite beneficiado no local, assegurou o fornecimento das fábricas de manipulação e gerou mais de quinhentos diretos e indiretos. A Cooperativa Agrícola Mista Vale do Piquiri (na época Coopervale e atualmente C.Vale) aplicou dez milhões de reais em uma nova fábrica no oeste paranaense, produzindo 66 ocupações diretas. A unidade fabril, uma das mais inovadoras do Brasil, industrializa amido de mandioca e consome a plantação de quinhentos lavradores do lugar. O acordo com a rede de restaurantes McDonald's para o abastecimento de carne de frango para lojas comerciais europeias foi concluído pela Cooperativa Agroindustrial Lar. A cooperativa vendia 250 t de peito de frango mensalmente, com prognóstico para alcançar setecentas toneladas. Em 2002, escoou cerca de 55% de sua industrialização ao Japão, Hong Kong e União Europeia.
Na infraestrutura, a Global Telecom expandiu seu setor de abrangência de telefonia celular, companhias particulares aplicaram trinta milhões de reais nos reparos de expansão da área de embarque do Porto de Paranaguá, com a instalação do Corredor Oeste de Exportação, que entraria em operação nos primeiros seis meses de 2003, e o Terminal de Contêineres de Paranaguá inverteu trinta milhões na edificação de cerca de 170 m de cais. A Petrobras empregou 150 milhões de reais em uma fábrica voltada à dimnuição do enxofre do óleo diesel. Desde 2003, o diesel traria 0,05% de enxofre em sua constituição, aquém dos graus requisitados pela legislação da época, de 0,20%.
Sobressaíram também a indústria de automóveis, com o começo da fabricação da picape Frontier pela multinacional japonesa Nissan; a têxtil, com a edificação de uma nova fábrica da VF do Brasil, subordinada à estadunidense Vanit Fair, em convênio com a Scozy, fábrica de tecidos do Paraná, para a industrialização de jeans Lee & Wrangler na municipalidade de Siqueira Campos, aplicação financeira calculada em 1,5 milhão de reais com a criação de quinhentas ocupações diretas. Uma nova indústria foi erguida em Ibema, na municipalidade homônima, decorrência de um investimento de noventa milhões de reais, que produziu cem novas ocupações.

#### 2003
O Paraná começou o ano de 2003 com o governador Roberto Requião, do Partido do Movimento Democrático Brasileiro (PMDB), sendo empossado da liderança do governo do estado. O governador fundou o programa Bom Emprego, objetivando aumentar a industrialização no Paraná, consolidar a economia estadual e produzir mais cargos de trabalho. Outro programa deu regime especial de recebimento de imposto sobre circulação de mercadorias e serviços (ICMS) para as companhias utilizadoras de energia elétrica que se encaixassem em algumas normas. A sugestão do poder executivo estadual era expandir e interiorizar a industrialização no Paraná com a doação de ganhos para as atividades fabris, aos planos de crescimento e aos de fortalecimento. Os municípios com populações inferior a 5 mil habitantes seriam as principais beneficiárias dessa política do poder executivo do estado. As instituições comerciais que escolhessem aplicar dinheiro no interior poderiam aumentar a quitação de 99% do ICMS. Conforme informações publicadas pelo Ministério do Trabalho, o Paraná criou 63.519 empregos formais, entre janeiro e julho.
Em junho, o Paraná recebeu sua primeira fábrica de mini e micro-ônibus: Mascarello, negócio implantado em Cascavel que acolheu aplicações financeiras de vinte milhões de reais. A indústria busca gerar seiscentas ocupações diretas e 480 empregos indiretos no começo da industrialização. O novo parque fabril de Cascavel possui potencial para albergar 37 companhias de várias áreas, que deveriam gerar mais de 5 mil novas ocupações.

#### 2004
Em 2004, o Paraná enfrentou perdas financeiras no campo agroindustrial em função da ausência de chuva, nos primeiros meses do ano, nas maiores regiões plantadoras de algodão em caroço. O poder executivo calculou que a colheita diminuiu de 103 mil a 95 mil toneladas, provocando perdas econômicas de cerca de 10 milhões de reais aos lavradores somente nos primeiros meses do ano. De qualquer forma, na última semana de fevereiro, a principal cooperativa da agroindústria na América Latina, a Coamo Agroindustrial Cooperativa, espalhou dentre seus 18 mil associados um ganho de 73 milhões de reais, obtido em 2003. O município de Campo Mourão, matriz da cooperativa, e demais cinquenta municipalidades do estado, que possuíam o comércio e os postos de trabalho, receberam benefícios. O rendimento foi uma consequência do excelente exercício a venda externa de grãos.
Caso os rendimentos com a soja tenham sido enormes, perdas econômicas foram ocasionadas pela colheita de verão de milho. Os prejuízos foram causados pela prolongada seca no começo do cultivo, pelas geadas e mais tarde por pluviosidades no final do ciclo. O prognóstico inicial foi de 4,23 bilhões de toneladas, no entanto, o estado noticiou em julho a safra de apenas 3,64 milhões.

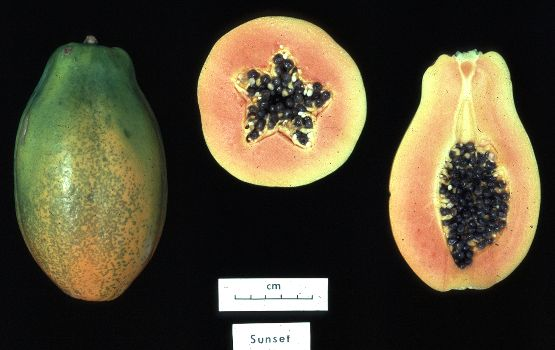
Mamão geneticamente modificado para resistir ao vírus Potyvirus.

Em março, a coibição do cultivo de transgênicos no estado atraiu desafios para o poder executivo estadual. Apesar de permitida pelo governo brasileiro, a ação era vedada pelo Paraná. O tema ocasionou uma queda de braço do ministro da Agricultura do Brasil, Roberto Rodrigues, com o governador Roberto Requião, que entrara com o processo contra o então ministro devido à improbidade administrativa. O governador escreveu uma carta ao presidente Luiz Inácio Lula da Silva, dizendo que Rodrigues se recusava a oferecer relacionamento de camponeses do estado aprovados a plantar soja transgênica e estava lesando o Paraná na conquista do diploma de “área livre de transgênicos”.
A coibição estadual de plantação e venda externa de soja transgênica por intermédio do Porto de Paranaguá conduziu os exportadores paraguaios a reduzir o fluxo no porto Paranaense de 30 mil toneladas em 2003, para somente 5 mil toneladas em 2004.

Em março, o estado vivenciou uma greve de cinco dias no porto de Paranaguá, o maior corredor exportador de grãos do Brasil. A revolta promovida pelos sindicatos de operadores e agentes marítimos atrapalhou a venda externa de 105.000 toneladas, deixou 46 mil embarcações ao aguardo para serem transportados. A administração do porto, caminhoneiros e estivadores eram contra a tentativa de sindicatos que faziam críticas à administração do porto, controlada pelo irmão do governador, Eduardo Requião.

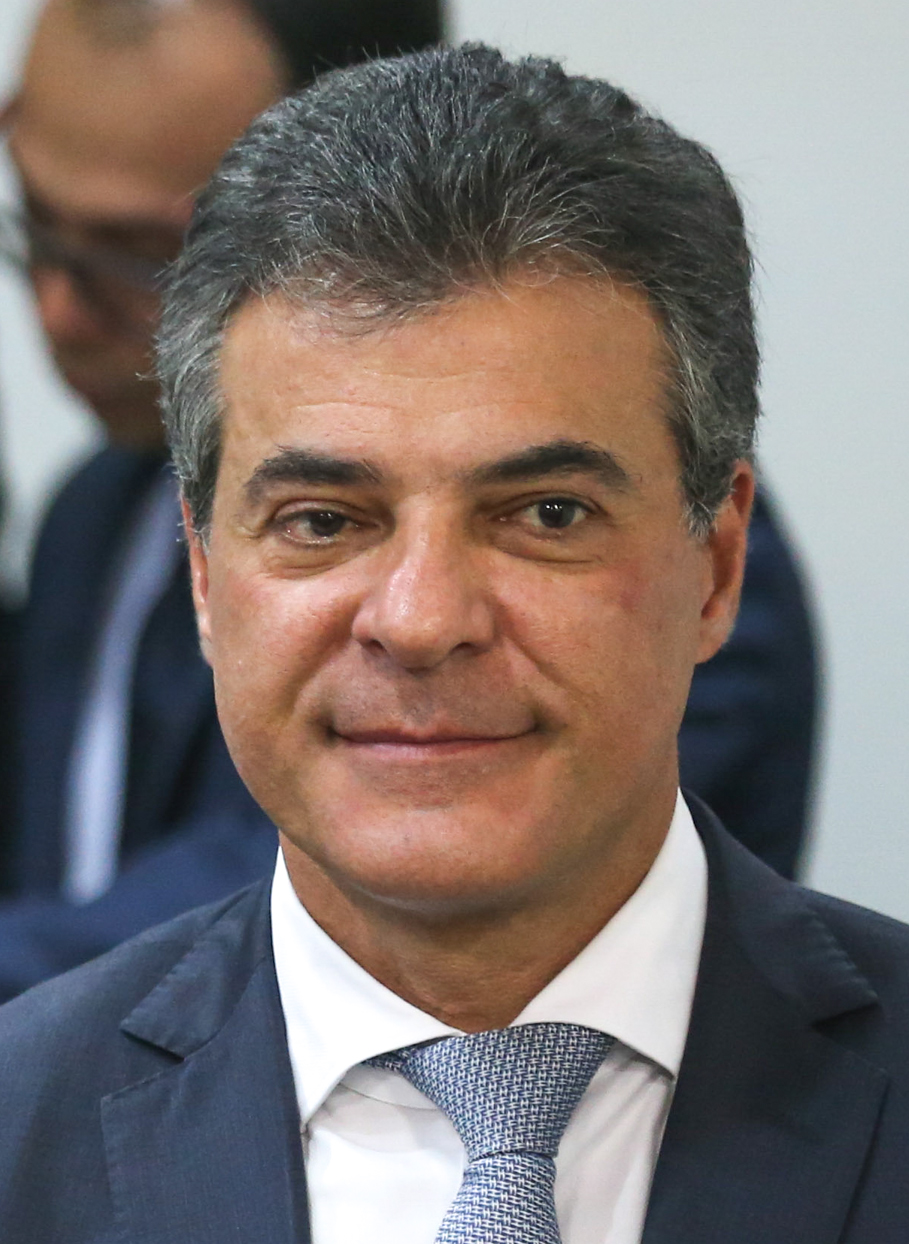
Beto Richa.

Os sindicatos apoiaram a intervenção do governo brasileiro, sendo denunciados pelo governador de usarem a greve como tentativa de forçar a desestatização do porto. A greve ocasionou uma fileira de 6 mil caminhões no decorrer da BR-277, afetando o perímetro urbano de Curitiba. A perda econômica com a paralisação alcançou 23 milhões de reais, valor da indenização creditada pelos exportadores e operadores públicos para os caminhoneiros presos na fileira em consequência da greve.
O porto tornou a ser o centro das atenções em 16 de novembro, no momento que a embarcação BTG Vicuña, de bandeira chilena, transportava 14, 26 milhões de litros de metanol, estourou, causando a morte de quatro pessoas e esparramando óleo por mais de 20 km. Em consequência da poluição, a pesca foi vedada na baía de Paranaguá, afetando cerca de 3 mil pescadores.
O Paraná significou um dos maiores fracassos do governo brasileiro no decorrer das eleições municipais de 2004. Antes predominando as maiores prefeituras do estado, o Partido dos Trabalhadores (PT) foi derrotado em cidades principais como Curitiba e Maringá. O triunfo de Beto Richa, do Partido da Social Democracia Brasileira (PSDB) no segundo turno da corrida eleitoral para a prefeitura de Curitiba foi um insucesso igualmente para o governador do estado. Richa se elegeu com mais de 50% dos votos, contra 45% de Ângelo Vanhoni (PT). Requião defendia o candidato do PT e uma semana antes da corrida eleitoral abandonou o poder executivo para buscar uma vitória em nome de Vanhoni. Uma das poucas cidades onde o PT permaneceu no poder executivo foi Londrina, com o triunfo de Nédson Micheletti contra o ex-prefeito suspenso Antônio Belinati, do Partido Social Liberal (PSL).

#### 2005

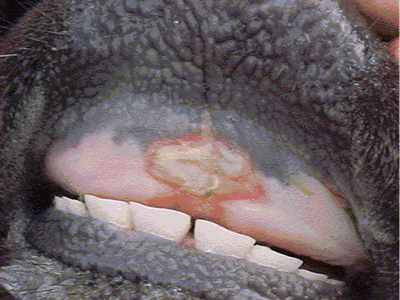
Febre aftosa.

Em 2005, para proteger sua criação da epidemia de febre aftosa que afetou o rebanho de bois em Mato Grosso do Sul em outubro, o poder executivo paranaense ergueu uma barreira sanitária na BR-478, a mais de 12 km do limite com Mato Grosso do Sul e a 120 km de Eldorado-MS, em que foi verificada a origem do surto. Quando penetraram no Paraná, todos os automóveis e caminhões que houvessem percorrido as municipalidades de Eldorado, Itaquiraí, Iguatemi, Mundo Novo e Japorã ganhavam uma solvência de ácido cítrico e iodo nas rodas, na parte de baixo e nos pneus. A vacinação dos automóveis foi empregada em consequência de um despacho do poder executivo paranaense, assim que o foco de aftosa foi corroborado pelo Ministério da Agricultura. Na metade de outubro, o poder executivo paranaense expandiu a coibição de ingresso de animais, derivados da carne bovina e laticínios, antes restrita a Mato Grosso do Sul, a todas as unidades federativas do Brasil e aos Estados soberanos limítrofes, principalmente São Paulo, Minas Gerais, Paraguai e Argentina.
Apesar de todos os cuidados, no dia 21 de outubro anunciou-se a descoberta de propriedades sob perigo de contágio do gado por intermédio da febre aftosa. Conforme o secretário de Estado da Agricultura, Orlando Pessuti, dezenove animais de fazendas do norte e do noroeste do estado demonstravam sinais da enfermidade: um animal de uma fazenda de Maringá, três de Loanda, três de Amaporã e doze de uma propriedade de Grandes Rios, 358 km a noroeste de Curitiba. Consoante, todos os animais clandestinos eram oriundos de Eldorado, haviam se envolvido na feira agropecuária mundial Eurozebu, em Londrina, no começo de outubro. Conforme o parecer dos profissionais no estado que acolheram o gado adquirido na exposição, no entanto, em oito delas não existia sinal nenhum da moléstia. A comprovação da epidemia em Eldorado ocasionou o bloqueio cauteloso de quarenta fazendas do Paraná que haviam acolhido gado de Mato Grosso do Sul há sessenta dias. O estado possui mais de 8,6 milhões de cabeças de boi.
O secretário de Desenvolvimento Urbano, Renato Adur, mostrou em dezembro um levantamento das aplicações financeiras feitas pelo poder executivo estadual em programas municipais, os quais somaram 752 milhões de reais em dois anos: 307 milhões em 2004, com 1 056 empreendimentos como creches, praças, bibliotecas, postos de saúde e a abertura de galerias pluviais; 445 milhões de reais em 2005, em construções nos 399 municípios do Paraná.
A municipalidade de Foz do Iguaçu celebrou a casa de um milhão de visitantes em visitação ao Parque Nacional do Iguaçu. Três janeiros anteriores, a quantidade de turistas era três vezes inferior.

#### 2006

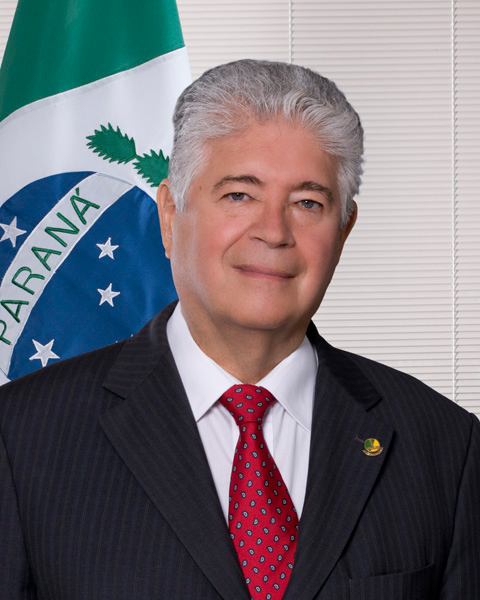
Roberto Requião.

Roberto Requião de Mello e Silva, do Partido do Movimento Democrático Brasileiro (PMDB), se reelegeu governador com 50,10% dos votos válidos, contra 49,90% de Osmar Dias, do Partido Democrático Trabalhista (PDT). Diplomado em ciências jurídicas e comunicação, Requião possui uma trajetória política triunfante. Era deputado estadual (1983–1985), prefeito de Curitiba (1986–1989), secretário do Desenvolvimento Urbano do Paraná (1989–1990), governador do Paraná (1991–1994 e 2003–2006) e senador (1994–2002).
O Paraná sofreu a maior seca a partir de 2003, conforme dados da Superintendência de Desenvolvimento de Recursos Hídricos e Saneamento Ambiental (Suderhsa), o qual rastreia os escoamentos dos rios e chuvas. Na estação de medição próxima às cataratas do Iguaçu, a vazante foi de 250m³/s, quer dizer, 16% da pontuação de 1 551,95m³/s. A seca conduziu a Defesa Civil a declarar estado de emergência em 42 municipalidades. As cooperativas paranaenses enfrentaram um prejuízo calculado em mais de 100 milhões de reais com a diminuição do cultivo de trigo e de milho safrinha ocasionada pela seca. Conforme as informações sugeridas, a queda no plantio de trigo alcançou 16%.
Após todos os prejuízos com a seca, a geada passou a atrair perdas aos lavradores de certas regiões paranaenses. Em Palmas, cidade situada mais ao sul e a 370 km da capital, produções de frutas e hortaliças foram atingidas. Das seis toneladas de morango que os agricultores aguardavam extrair, 20% foram destruídos com a geada.
O Conselho Estadual de Sanidade Animal (Conesa), formado de mandatários do agronegócio paranaense, resolveu realizar o abate, em janeiro, dos mil e oitocentos animais da Fazenda Cachoeira, situada na municipalidade de São Sebastião da Amoreira, norte do Paraná. O Ministério da Agricultura afirmou ter achado um surto de aftosa no lugar, verdade a qual foi negada pelo governo do Paraná. Na Fazenda Flor do Café a matança de 84 animais sob perigo de febre aftosa foi realizada em março, em Bela Vista do Paraíso, norte do Paraná.
Em outubro o Ministério da Agricultura, Pecuária e Abastecimento, proclamou o Paraná como região isenta de febre aftosa. Por intermédio da notícia as fazendas retornaram aos trabalhos de criação e recriação, venda e matança do gado.

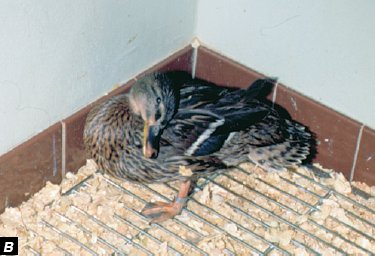
Torticolose num pato com a doença de Newcastle.

A comprovação pelo Ministério da Agricultura, Pecuária e Abastecimento, em julho, do episódio da doença de Newcastle em aves de uma produção de fundo de quintal na municipalidade de Vale Real–RS fez o poder executivo paranaense aumentar o patrulhamento no limite com aquele estado.
Mandatários dos governos paranaense e venezuelano publicaram alguns dos planos de ação, os quais foram debatidos em uma reunião do presidente da Venezuela com o governador do Paraná, um dos 26 estados do Brasil. Boa parte deles aludia a assistência técnica e mudança de tecnologia do Paraná a estados venezuelanos e ao poder executivo federal daquele país, e ainda a convênios de companhias paranaenses com venezuelanas. Conforme a Secretaria da Indústria, Comércio e Assuntos do Mercosul e a Federação das Indústrias do Paraná, os empreendimentos precisariam ultrapassar 300 milhões de dólares.
O Observatório Sismológico da Universidade de Brasília detectou os tremores de terra acontecidos em janeiro na região dos Campos Gerais como um dos treze maiores terremotos sucedidos nos últimos cem janeiros no estado. Os tremores atingiram 4,7 graus na escala Richter, cujo ponto central foi na área próxima a Telêmaco Borba.
A fundação da Universidade do Mercosul foi combinada em julho dentre os ministros da Educação do Brasil e da Argentina. A entidade compreenderia polos em ambos os Estados soberanos e será bilíngue. Sua primeira instituição de ensino superior precisaria ser implantada em Foz do Iguaçu, no Parque Tecnológico de Itaipu, e mais tarde seria conduzida para São Borja–RS e Chapecó–SC.

#### 2007
Em janeiro de 2007, Roberto Requião foi empossado de seu segundo mandato ininterrupto (terceiro não continuado) como governador do Paraná. Na investidura, julgava desfavoravelmente a reportagem da campanha eleitoral realizada pela mídia e noticiou a supressão de recursos publicitários para os maiores meios de comunicação no decorrer de sua gestão.

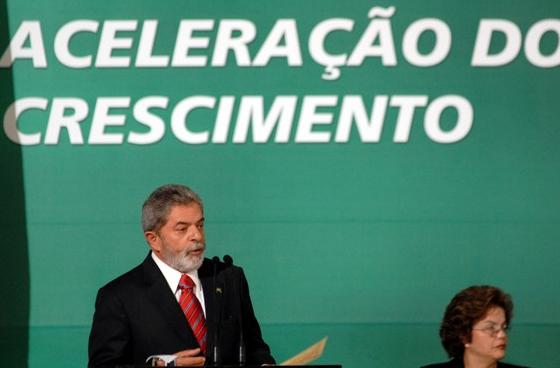
Luiz Inácio Lula da Silva anuncia o Programa de Aceleração do Crescimento (PAC) ao lado da ministra-chefe da Casa Civil, Dilma Rousseff.

Em agosto, o presidente Lula chegou ao Paraná e noticiou recursos do Plano de Aceleração do Crescimento (PAC). A apresentação aconteceu no bairro Guarituba, na municipalidade de Piraquara, onde estava sendo realizada a maior obra de urbanização do Paraná — em parte, custeada pelo PAC. O projeto Novo Guarituba levaria melhoramentos à população local com a conservação da região, a qual produz 75% do consumo de água na Região Metropolitana de Curitiba.
O presidente noticiou R$ 4,75 milhões para refino, petroquímica e biodiesel na Refinaria Presidente Getúlio Vargas (Repar). Seriam liberados R$ 150 milhões para a fabricação de biodiesel e mais quatro usinas seriam implantadas até 2008. No setor de transportes, R$ 150 milhões serão usados na restauração dos leitos do Porto de Paranaguá, na expansão da rede ferroviária do oeste do estado, na edificação de uma segunda ponte acima do rio Paraguai e em obras no Aeroporto Internacional de Curitiba.
O poder executivo da União esperava liberar R$ 2,5 bilhões para produção e transporte de energia, sendo que R$ 2,24 bilhões precisavam custear o erguimento de seis usinas hidrelétricas no estado. O PAC aplicaria R$ 4,75 bilhões para refino, petroquímica e fabricação de óleos vegetais.
Conforme informações da Contagem da População de 2007, feita pelo IBGE, o Paraná excedeu a casa dos dez milhões de pessoas. O estudo foi organizado em 391 das 399 municipalidades do Paraná e calculou uma população de 10 155 274 moradores. A municipalidade que mais se desenvolveu a partir do Censo 2000 era São José dos Pinhais, que ultrapassou de 204 mil residentes para 261 mil.
Em julho, setenta famílias da Via Campesina atenderam a um pedido de restituição e desapropriaram a estação experimental da Syngenta Seeds, uma multinacional suíça, em Santa Tereza do Oeste, após cerca de um janeiro de posse (começada em março de 2006). Para se empossar do local, o grupo explicou que a propriedade se encontrava em uma área de enfraquecimento no Parque Nacional do Iguaçu e, por esse motivo, não poderia plantar transgênicos. O governador havia desocupado a propriedade em novembro, entretanto, o decreto foi anulado pelo Tribunal de Justiça do Paraná, o qual declarou como inconstitucional.
Em janeiro, o poder executivo ameaçou impedir a penetração de proteína animal do Rio Grande do Sul e de Santa Catarina em consequência das limitações contra a carne fornecida no Paraná. A proibição se iniciou após uma desconfiança de que focos da febre aftosa no Mato Grosso do Sul houvessem afetado criações no Paraná. Santa Catarina revogou o impedimento e autorizou sua venda em supermercados e açougues.

#### 2008
Acatando, em parte, a uma solicitação da Procuradoria do Paraná, a Justiça Federal impediu o governador Roberto Requião de utilizar o programa "Escola de Governo", transmitido pela TV Educativa, a rede pública, para realizar divulgação pessoal e julgamentos negativos a inimigos. O governador denominou a providência de "censura prévia" e, no programa posterior, o termo "censurado" era transmitida em vez do discurso do governador.
A Justiça Federal resolveu, portanto, aplicar a Requião uma multa de R$ 50 mil e decidiu que a TV Educativa exibisse quinze minutos, por um dia, nota de desagravo publicada pela Associação dos Juízes Federais do Brasil (Ajufe). A nota afirmava que Requião "zombava" da Justiça. Ele, por isso, resolveu paralisar a programação e transmitir somente o comunicado, com réplica logo a seguir. O acontecimento ocasionou a exoneração do procurador-geral do Paraná, Jozélia Broliani.
O Paraná diminui a ocorrência de dengue em 98,5%. Antes de abril, somente 314 incidentes haviam sido confirmados, contra 27,7 mil em 2007. A Secretaria de Saúde registrou um óbito pela enfermidade, em uma possibilidade em que o doente já está frágil. Em abril, foram comprovados duas hipóteses de febre amarela indígena em Laranjal, um deles com óbito.

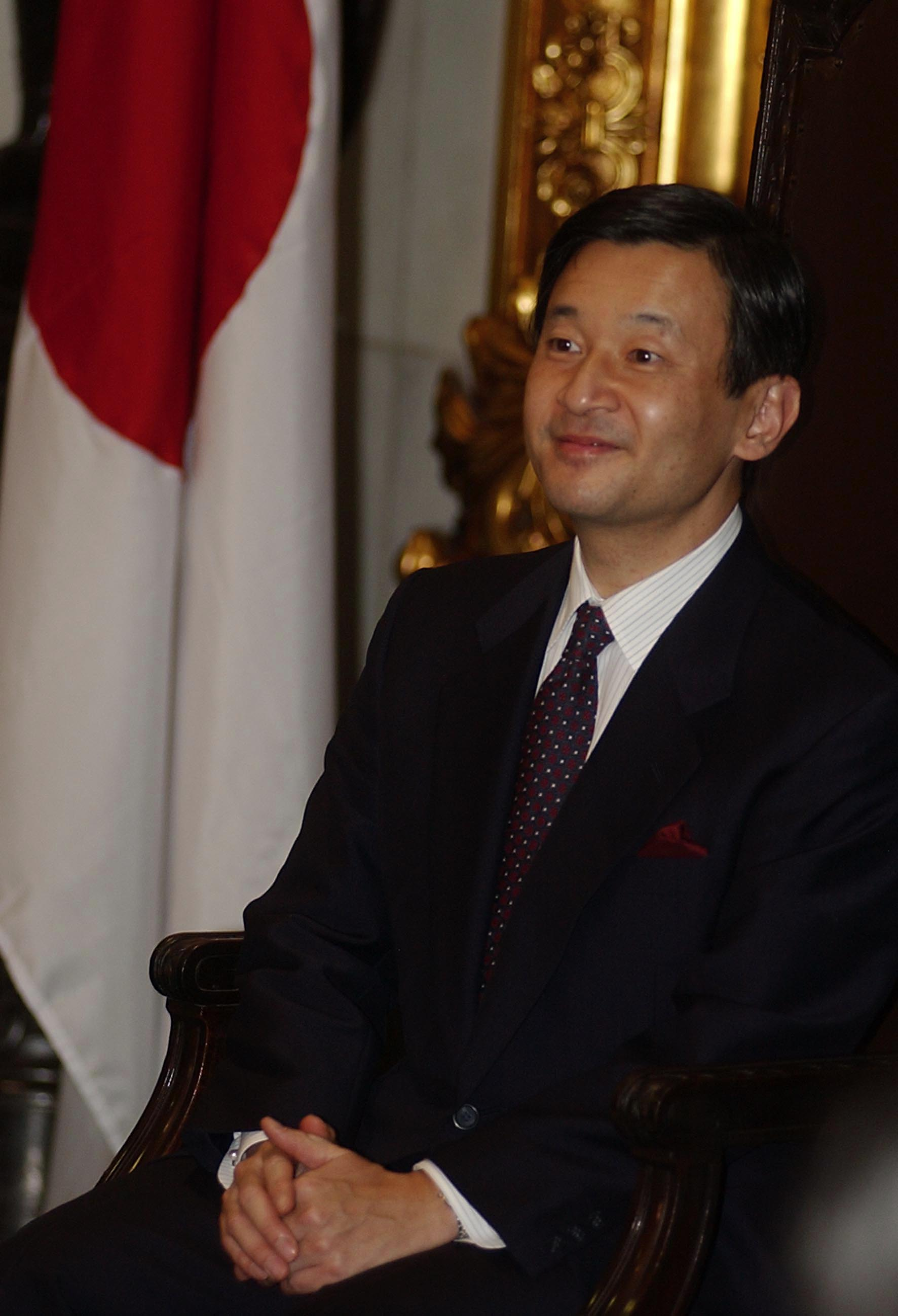
Naruhito em 2008.

O filho do imperador do Japão, o príncipe Naruhito, conheceu o norte do Paraná no decorrer das celebrações do centenário da imigração japonesa. Mais de 75 mil indivíduos seguiam a chegada do príncipe em Rolândia, em que inaugurou a pedra fundamental para o erguimento de um parque. O príncipe também cumprira agenda em Maringá e Londrina.
Em outubro, o IBGE (Instituto Brasileiro de Geografia e Estatística) comprovou mais uma colheita recordista no Paraná, com 31,54 milhões de toneladas de sementes. O recorde anterior foi de 2003, 30,33 milhões de toneladas. Sobressaem o plantio de trigo, 55% mais alto que o de 2007, e o de café, 54% maior. A safra de soja foi recordista, com 11,9 milhões, que equivalem a 19,9% da plantação brasileira. Em 2007, o Paraná ultrapassou o Mato Grosso como maior plantador de sementes do Brasil, com 21,8% do cultivo.
O índice de aumento da produção fabril paranaense era de 11,8% nos primeiros sete meses do ano, em confronto à mesma época do ano passado, um dos principais do Brasil. Sobressaíram os setores de automóveis (34,6%), de impressão e edição (33,3%), de máquinas e equipamentos (14,3%), e de papel e celulose (15,3%). A redução na extração de amônia atingiu desfavoravelmente o setor de produtos químicos, o qual diminuiu 10,3%.
Em setembro, uma chacina matou quinze pessoas em Guaíra, municipalidade na fronteira Brasil-Paraguai. Os estelionatários vieram pelo rio Paraguai e escaparam ao país limítrofe. A polícia comunicou que era uma briga dentre criminosos. Essa era a pior chacina da história do estado.

Padre Adelir Antônio de Carli.

Em abril de 2008, o pároco Adelir Antonio de Carli, de Paranaguá, desapareceu após alçar voo preso a mais de mil balões de gás de hélio. O clérigo almejava bater o recorde de voo em balões de festa e promover a atividade da Pastoral Rodoviária, trabalho social direcionado a caminhoneiros. No entanto, as condições climáticas adversas conduziram Carli para o oceano Atlântico, onde desapareceu na costa catarinense. O corpo do sacerdote foi achado em julho, próximo a Maricá, no Rio de Janeiro.
O setor automobilístico paranaense foi atingido pela crise econômica. Também em outubro, a Volkswagen concedeu férias coletivas de dez dias para servidores da unidade industrial de São José dos Pinhais, na Grande Curitiba. Conforme prognóstico do sindicato patronal, as fábricas exonerariam até cinco mil trabalhadores se não houvesse resposta do mercado.
Informações da Associação Brasileira de Sementes e Mudas (Abrasem) mostra que o estado possui um percentual de 44% no que tange às sementes transgênicas de soja na produção 2008/2009. Em outubro de 2008, a multinacional suíça Syngenta Seeds concedeu ao poder executivo estadual, a propriedade, no oeste paranaense, a qual foi cenário de posse do Movimento dos Trabalhadores Rurais Sem Terra (MST). Ela deveria ser empregada pelo poder executivo como centro experimental de agroecologia.

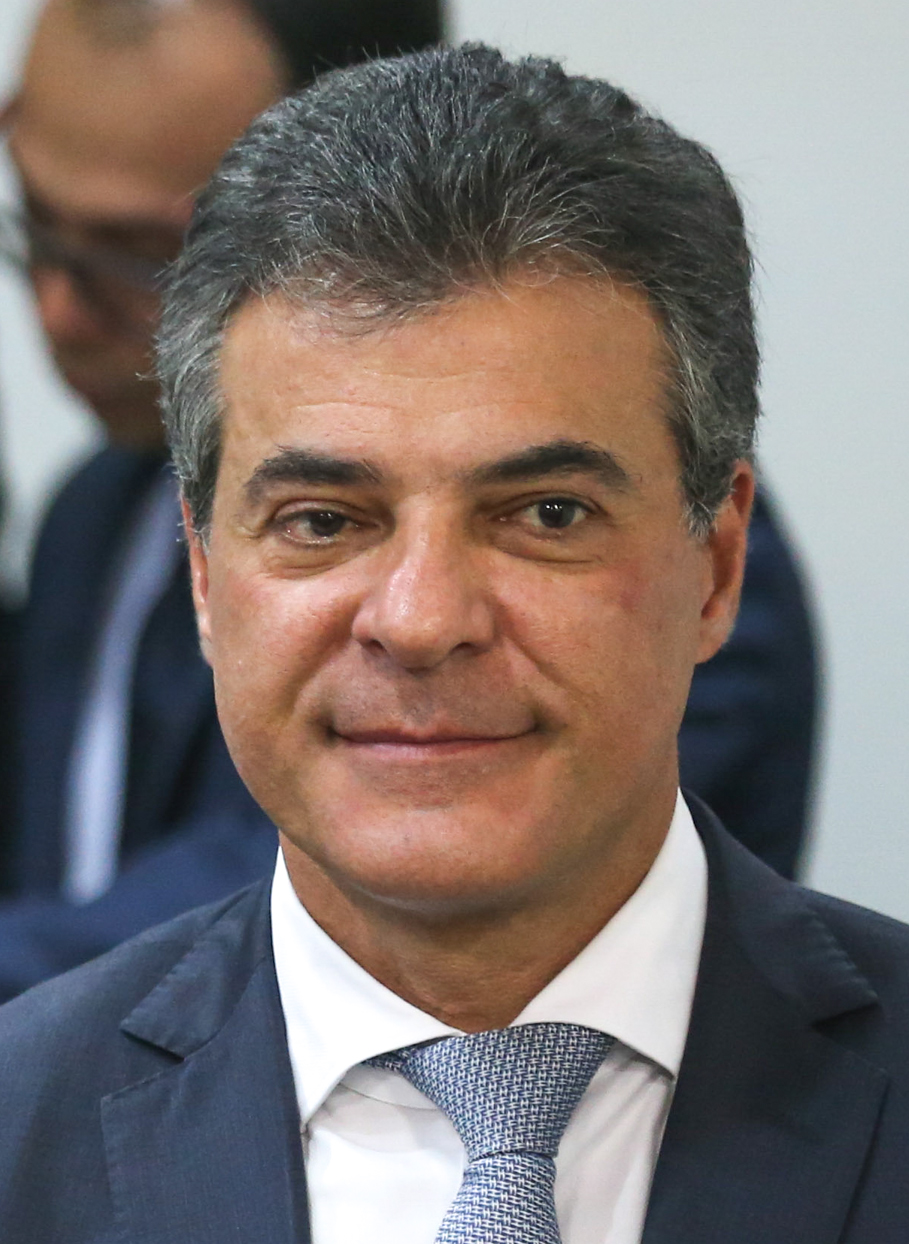
Beto Richa.

O prefeito de Curitiba, Beto Richa (PSDB), foi reeleito com a maior eleição do Brasil dentre os prefeitos escolhidos pela população no primeiro turno. Richa ganhou 778 154 votos, 77,27% dos votos válidos. Essa ainda a maior eleição que um prefeito já ganhou na história de Curitiba, que batera o recorde do próprio Richa em 2004, e a maior de maneira proporcional, ultrapassando Jaime Lerner, que ganhara com 57% dos votos válidos em 1988. Gleisi Hoffmann (PT) permaneceu em segunda posição com 18,17% uma diferença de razoavelmente 600 mil votos. Os estudos eleitorais publicadas entre julho e o dia anterior à eleição apontaram que a intenção de voto para prefeito ficou em média além dos 70%.
A eleição foi consequência da excelente apreciação do prefeito. Estudo do Instituto Datafolha apontou que Beto Richa era o prefeito mais apreciado dentre as oito maiores cidades do Brasil. Outra razão foi a carência de candidatos competentes, com o declínio do PT e o baixo rendimento do PMDB. Terceiro posicionado, Carlos Moreira (PMDB), defendido pelo governador do Paraná, Roberto Requião, não atingiu 2% dos votos válidos. A coligação de Beto Richa dispôs de onze partidos políticos, compreendendo os adversários ao poder executivo da União.
Em Londrina, o TSE recusou a campanha do ex-prefeito Antonio Belinati dois dias após se eleger no segundo turno com 51,73% dos votos válidos. Belinati foi exonerado do poder executivo municipal em 2000 por presumida subtração fraudulenta de recursos públicos e teve suas contas recusadas pelo Tribunal de Contas. O prefeito recorrera, no entanto, em dezembro, o TSE validou a suspensão do seu cadastro. Com a determinação, Londrina precisaria promover um novo segundo turno em 2009 dentre o segundo e o terceiro classificados no primeiro turno da corrida eleitoral. Belinati também recorrera ao STF.

#### 2009
As fábricas da Região Metropolitana de Curitiba sofreram com a crise econômica no começo de 2009. A Renault-Nissan cassou contrato de mais de mil servidores, cerca de 30% da mão-de-obra da montadora, por cinco meses, diminuindo a fabricação pela metade. Os empregados licenciados permaneceriam ganhando bolsa de qualificação profissional. Em janeiro, a Bosch foi denunciada pelo Sindicato dos Metalúrgicos da Grande Curitiba de assédio moral em oposição aos trabalhadores para diminuir salários e jornada de trabalho. A empresa disse que não e afirmou realizar discussões abertas com os servidores.
No princípio de 2009, as fábricas e o sindicato aceitou a cassação de contratos profissionais para não haver exonerações. Os metalúrgicos começaram a ganhar uma bolsa de qualificação profissional creditada pelo Fundo de Amparo ao Trabalhador (FAT) e auxílio econômico pela companhia. Conforme a Renault, a exoneração de mil trabalhadores foi evitada pelo acordo. No segundo semestre, a condição mudou de posição e a manufatura voltou a crescer, conduzindo as indústrias a voltar a empregar. Com isso, os sindicatos de metalúrgicos começaram grupos de paralisação para alcançar reposição salarial e principiaram greves nas montadoras da Renault-Nissan, Volvo e Volkswagen.
O poder executivo do estado promulgou em julho que aconselhava todas as propagandas a apresentar uma interpretação de qualquer termo de idioma estrangeiro empregada. A interpretação teria que vir ao lado do estrangeiro e possuir a mesma dimensão do termo. A multa em caso de não aplicação foi determinada em cinco mil reais e, no de reincidência, o dobro.
Os publicitários criticaram a decisão por ser difícil de cumprir em caso de vocábulos os quais já foram memorizados na linguaguem do povo por fazer crescer os preços da propaganda, podendo ocasionar um desincentivo ao anúncio. O Sindicato das Empresas de Publicidade Externa do Paraná (Sepex-PR) interpôs Ação Direta de Inconstitucionalidade. Em outubro, outorgou liminar que dispensava os publicitários do respeito à legislação enquanto estiver sendo avaliação crítica.
Em Londrina, segundo município mais populoso do estado, uma nova eleição para a prefeitura fora promovida em 29 de março. O prefeito eleito em 2008, Antônio Belinati, teve o cadastro da candidatura suspenso dois dias após de ganhar o segundo turno pelo TRE (Tribunal Regional Eleitoral), que decidiu a organização de um segundo turno dentre o segundo e terceiro posicionados no primeiro turno. O posto de prefeito passara a ser exercido temporariamente pelo presidente da Câmara Municipal, Padre Roque (PTB), que se elegeu em 1.º de janeiro.

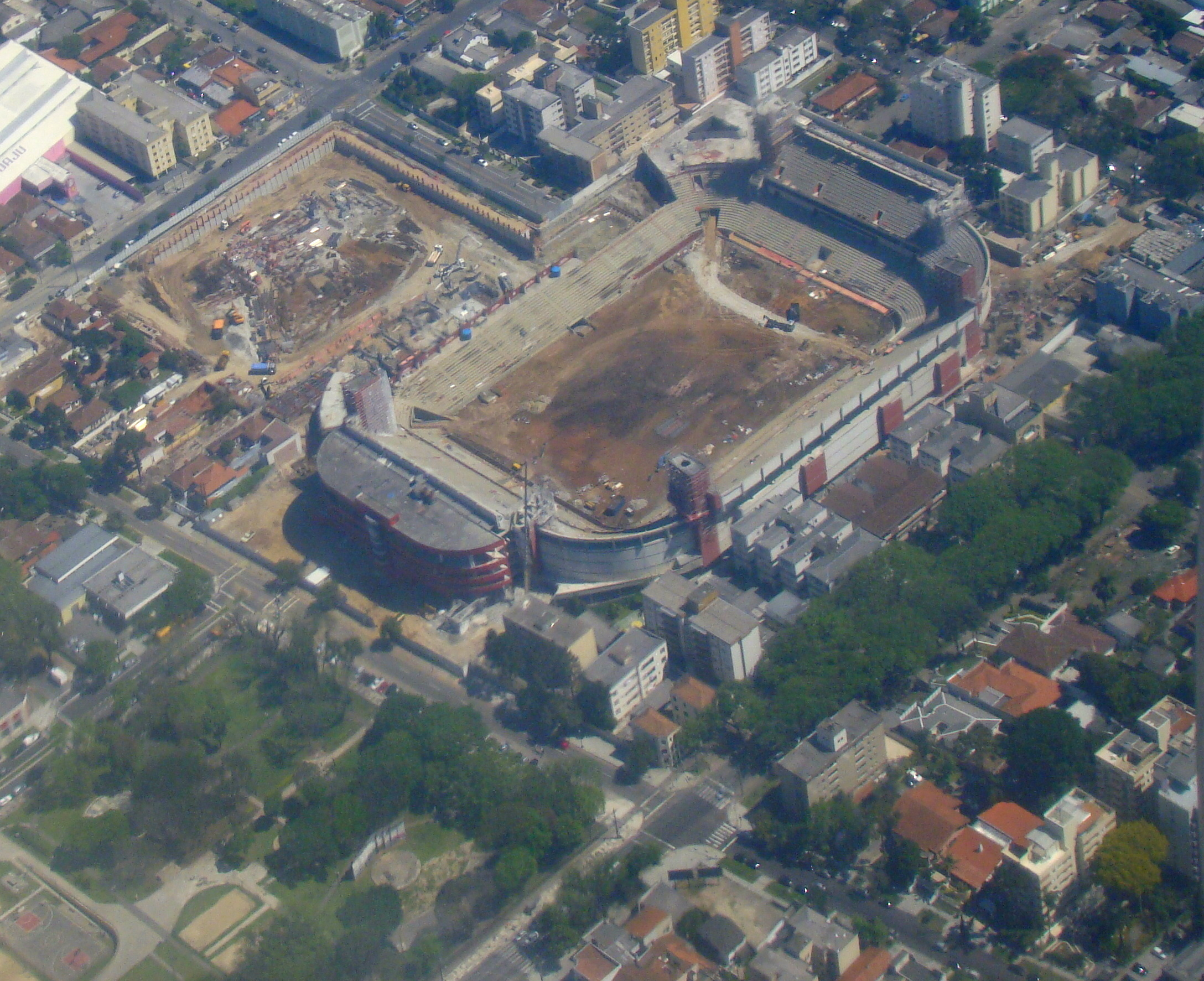
Vista aérea das obras em outubro de 2012

Com auxílio de Belinati, Barbosa Neto (PDT), terceiro classificado em 2008, derrotou Luiz Carlos Hauly (PSDB), que já foi vencido no segundo turno em 2008. Hauly teve auxílio do governador Roberto Requião e de celebridades nacionais do PSDB, como o governador de São Paulo, José Serra, e o de Minas Gerais, Aécio Neves. O presidente do TSE, Carlos Ayres Britto, rejeitou solicitação de Belinati para a alternativa de legalização da sua candidatura fosse enviada ao Supremo Tribunal Federal.
A Arena da Baixada, estádio do Clube Atlético Paranaense, seria a matriz das partidas da Copa do Mundo FIFA de 2014 em Curitiba. Aberto ao público em 1999, o estádio sofreria ajustamentos para fazer crescer seu potencial e implantar melhoramentos na área VIP, salas de imprensa e estacionamento. Seriam realizados investimentos no sistema viário, tido como modelo, de 400 milhões de reais no núcleo urbano, além de cerca de 53,6 km de corredores de ônibus metropolitanos para aperfeiçoar a ligação com demais municípios. O aeroporto sofreria restauração que iria aumentar potencial de 4 milhões para 6 milhões de viajantes anuais até 2014. A primeira etapa seria a expansão do pátio de aviões e do terminal de passageiros.
Em novembro de 2009, o STF cassou a de designação de Maurício Requião, ao posto de conselheiro de Tribunal de Contas do Estado (TCE). O STF julgou como nepotismo.

#### 2010

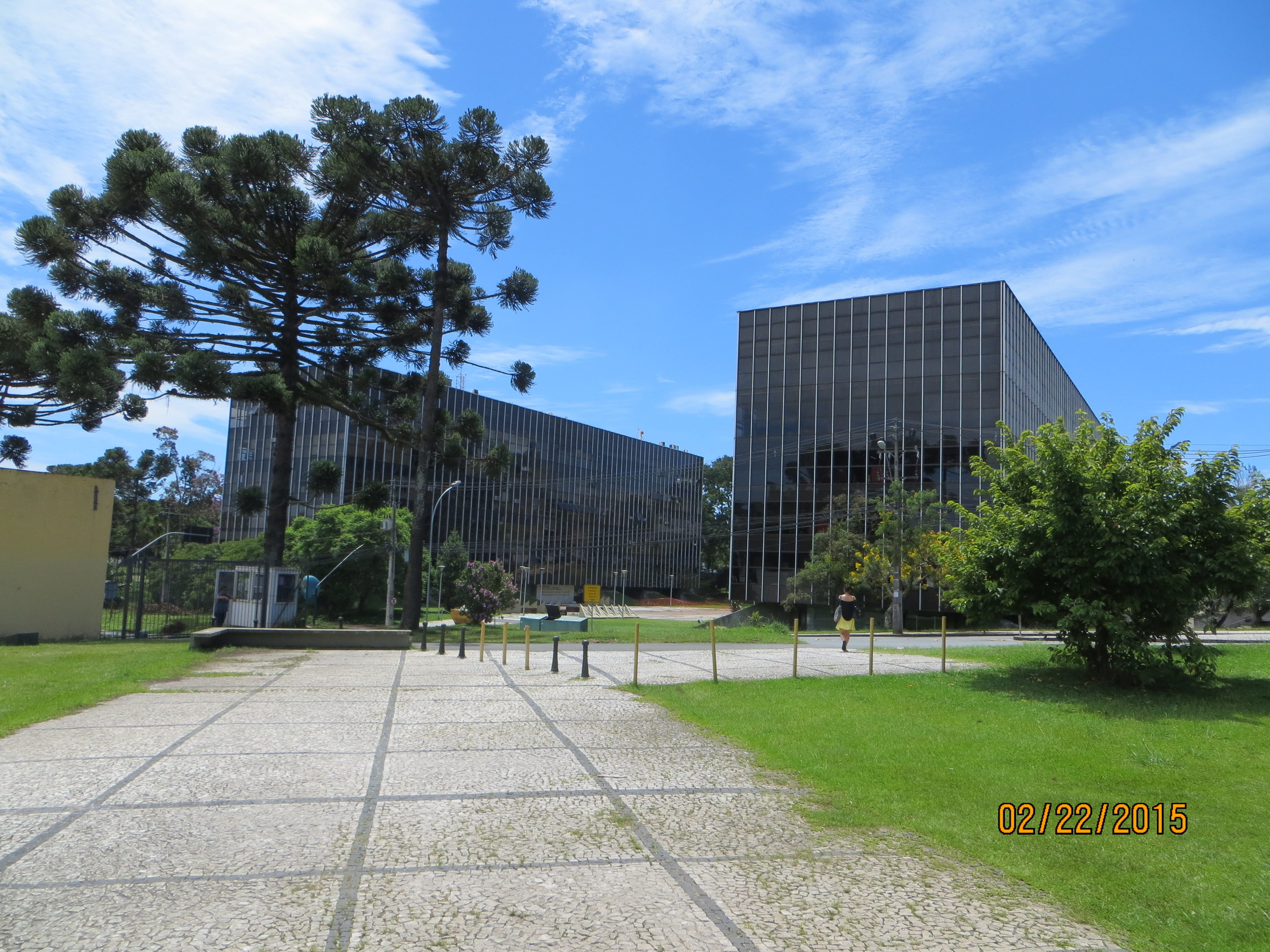
Ministério Público do Paraná, em Curitiba–PR.

Em 2010, o Ministério Público do Estado do Paraná acusou negociata de peculato de mais de 216 milhões de reais da Assembleia Legislativa, com a indicação de servidores-fantasma e demais problemas, como no crédito de aposentadorias, entre 1994 e 2010, cinquenta trabalhadores teriam se envolvido no conluio, inclusive o ex-diretor geral da Casa, Abib Miguel, detido em março de 2012 e solto em maio, favorecido pela cessão de habeas corpus. A proteção de Miguel explica que ele não se encontrava sem condição para conceder resposta ao processo por incapacidade psiquiátrica. As apurações continuavam em 2011.

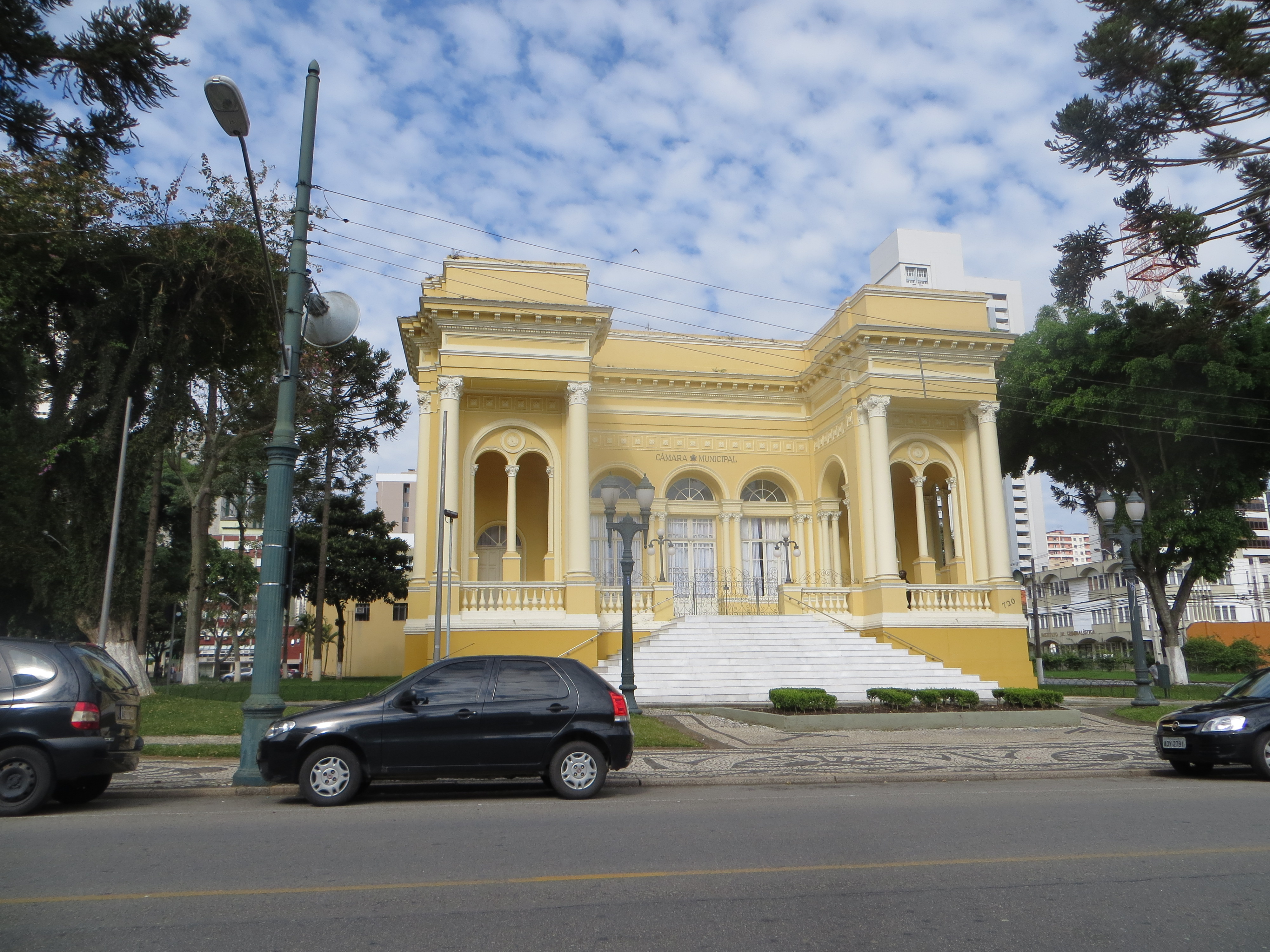
Câmara Municipal de Curitiba, sede do poder legislativo do município

Com os desafios que o Clube Atlético Paranaense enfrentou para custear a restauração de seu estádio, a Arena da Baixada, para o Mundial de 2014, a Câmara Municipal de Curitiba promulgou em outubro o repasse do potencial construtivo em R$ 90 milhões para o clube, que representa a distribuição de documentos municipais visando receber recursos para o término na obra.

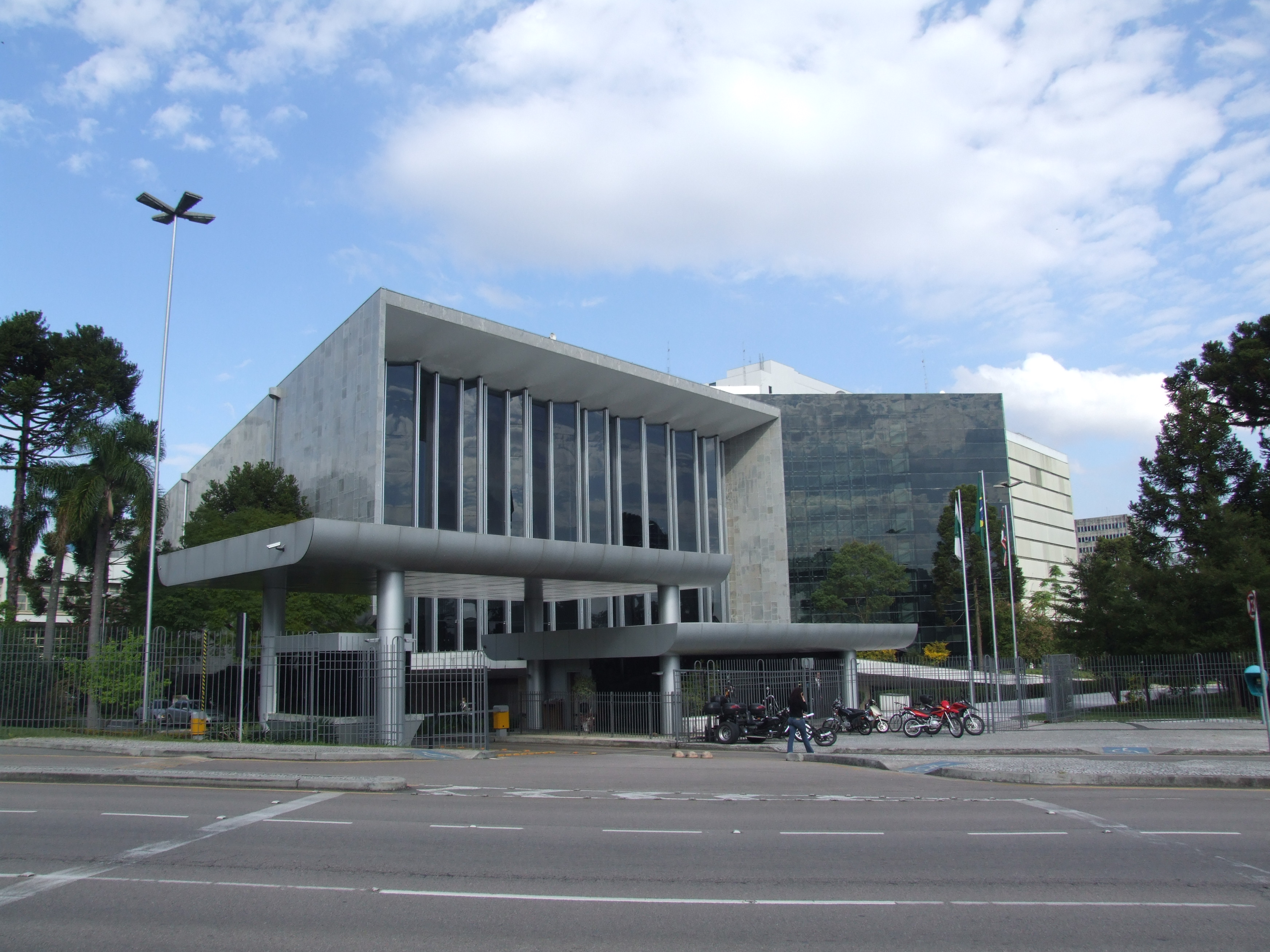
Assembleia Legislativa do Paraná.

Para os vereadores, que promulgaram a determinação por 26 votos a dois, a presença curitibana no Mundial estava em perigo. O Atlético Paranaense se resolveu a assumir R$ 30 milhões, o que ainda requeria mais cerca de R$ 80 milhões. A Assembleia Legislativa considerou ainda a oportunidade de adquirir os direitos de nomes do estádio para a Copel (Companhia Paranaense de Energia) por R$ 40 milhões, no entanto, um dos projetos foi recusado em agosto. Após investigação do Comitê de Organização Local da Copa do Mundo FIFA 2014 em maio, a prefeitura de Curitiba assegurou que as obras se encontravam a contento. Naquela data, 70% das restaurações do estádio se encontravam terminadas.
Em março, a história de uma jovem de treze janeiros presumidamente violentada por quatro rapazes, inclusive um maior de idade, fez a Comarca de Londrina proibir a comercialização e a utilização das “pulseiras de sexo”, adornos colorizados de silicone utilizados como uma “brincadeira” sexual. Conforme as normas do jogo, quem estourasse a pulseira de outro indivíduo recebia o privilégio a uma forma de toque físico, que, segundo a cor, poderia variar de abraço até sexo. Mais tarde, as pulseiras foram proibidas igualmente na rede pública municipal de ensino de Maringá.
O Paraná restituiu a classificação de maior plantador de sementes do Brasil, superando Mato Grosso, que sofreu intensas chuvas no decorrer do ano de 2010. Conforme estatísticas da Conab (Companhia Nacional de Abastecimento), a safra no Paraná devia ser de 31,165 milhões de toneladas, 25% acima da colheita de 2009/2010, ao passo que Mato Grosso devia recolher 29 277 milhões.

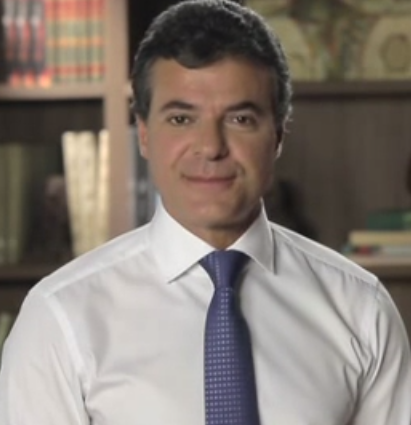
O governador do Paraná, Beto Richa em 29 de agosto de 2012.

Tranquila no decorrer de boa parte da época de eleição, com a vantagem confortável do ex-prefeito de Curitiba, Beto Richa, a campanha eleitoral para o poder executivo do Paraná se tornou mais empolgante em sua fase final, com o crescimento do maior oponente, o senador Osmar Dias, do PDT, nas sondagens de voto.
Com a chegada de Dias, que contava com a defesa do presidente Lula e do ex-governador Roberto Requião, semanas antes do primeiro turno, a organização do projeto de Richa, solicitou a interrupção da publicação das sondagens de voto no estado, solicitação a qual foi acatada pela Justiça Eleitoral. Conforme o peessedebista, as sondagens traziam erros de metodologia e os indicadores eram incompatíveis com sondagens promovidas de maneira interna.
Beto Richa deu por verdadeiro o triunfo até então no primeiro turno por uma margem de somente 2,44% sobre Dias. Após a derrota, Osmar Dias denunciou a paralisação das sondagens e afirmou que isso havia repercutido na campanha eleitoral, impossibilitando sua subida. Foi a segunda derrocada de Osmar Dias para o poder executivo paranaense. Em 2006, o senador ainda permaneceu em segundo lugar, entretanto, naquele momento, dispunha da defesa precisamente de Richa, e disputava em oposição a Requião.
Em direção contrária, o apoio do governo conseguiu duas cadeiras. O ex-governador Roberto Requião, que abandonou o posto para concorrer ao Senado, foi escolhido pelo eleitorado paranaense com 24,84% dos votos válidos. Gleisi Hoffmann, quem em 2008 foi vencida por Richa na concorrência pelo poder executivo municipal curitibano, recebeu o maior número de votos para o Senado, com 29,50% dos votos válidos.
Para a Câmara dos Deputados, dois herdeiros de celebridades foram eleitos: Ratinho Júnior, rebento do apresentador Ratinho, e Zeca Dirceu, herdeiro de José Dirceu.

### Década de 2010

#### 2011

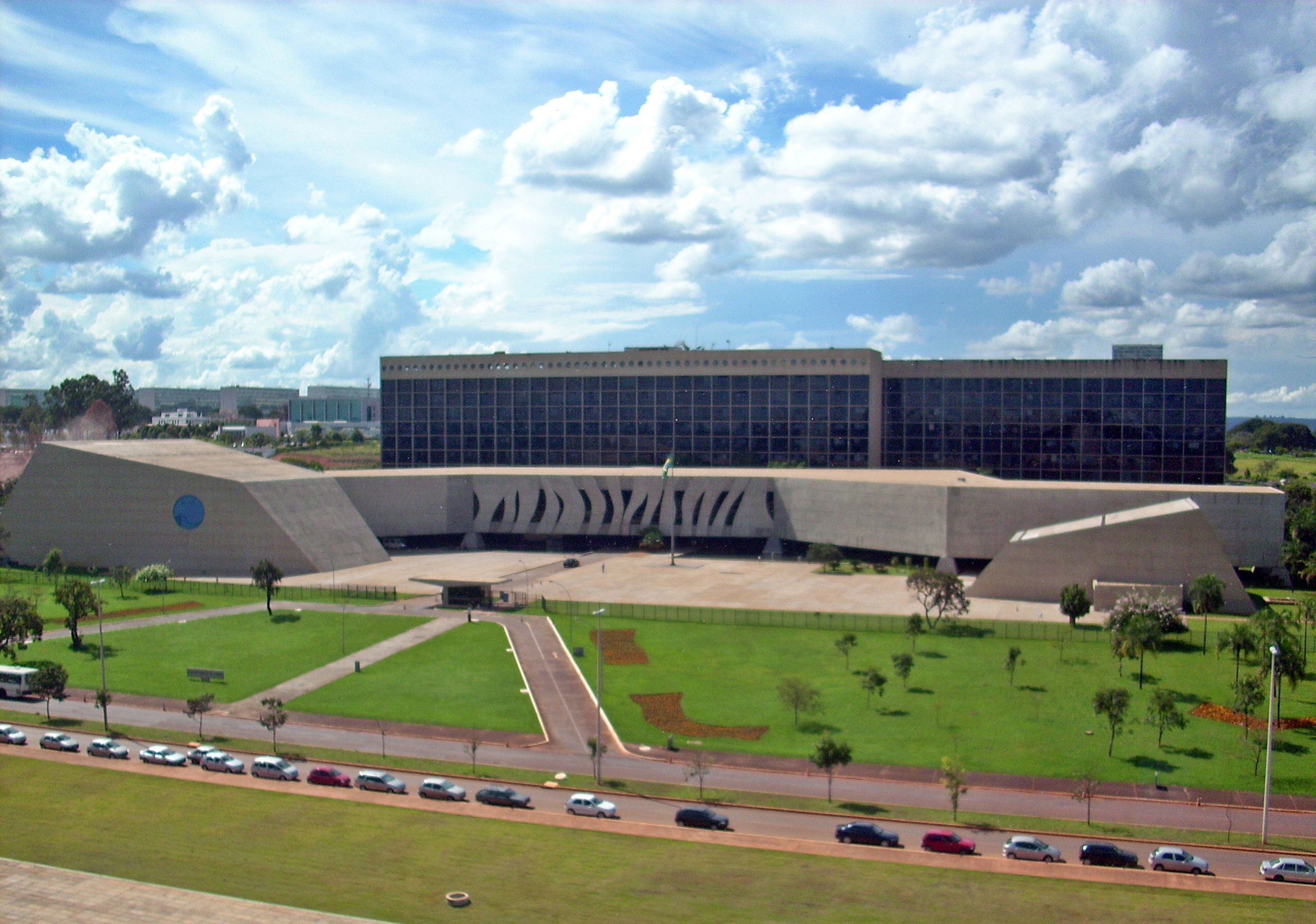
Superior Tribunal de Justiça em Brasília–DF.

Em agosto de 2011, o Superior Tribunal de Justiça sentenciou o ex-governador Jaime Lerner por haver permitido que rodovias fossem abertas sem licitação, em 2002. No entanto, ele permaneceu livre de estar sujeito à pena por prescrição do crime.
Em 2011, diversas municipalidades paranaenses foram afetadas por intensas chuvas. Em abril, inundações, especialmente na costa, lesaram mais de 24 mil moradores. Em agosto, 120 mil moradores foram atingidas pelas chuvas, no mínimo, dezessete municípios.

#### 2012

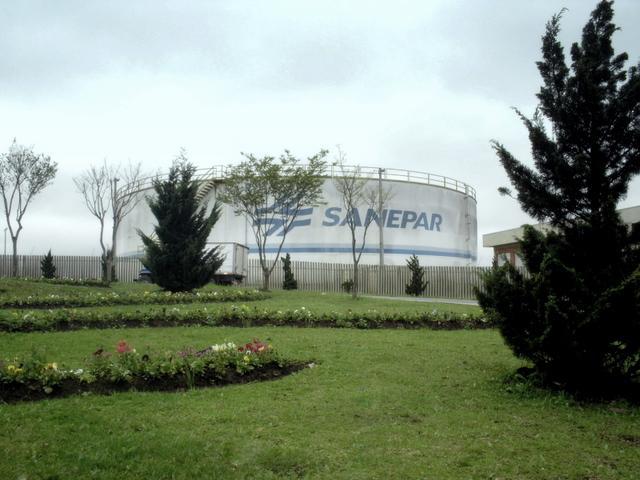
Caixa d'água da Sanepar, no município de Pinhais, localizado na Grande Curitiba.

Em 2012, o estado do Paraná comandou a quantidade de ocorrências da gripe H1N1, com aproximadamente 24 mil casos comprovados e cerca de trinta óbitos. Se confrontada à condição de 2011, ocorreu um acréscimo de 10% na ocorrência da gripe no estado paranaense.
Em setembro de 2012, o Ministério Público do Paraná acusou os ex-prefeitos de Londrina, José Joaquim Martins Ribeiro (PSC e, mais tarde, sem partido) e Barbosa Neto (PDT) de formação de quadrilha, fraude em licitações, corrupção passiva, peculato e lavagem de dinheiro. Calcula-se que 3,8 milhões de reais tenham sido extraviados.
Em setembro de 2012, o Departamento de Polícia Federal, em convênio com o Instituto Brasileiro do Meio Ambiente e dos Recursos Naturais Renováveis (Ibama), promoveu no estado do Paraná a Operação Água Grande, após inquéritos começados em 2008. A iniciativa compreendeu a ocupação, apreensões e detenções na Companhia de Saneamento do Paraná (Sanepar). Sete indivíduos são detidos em flagrante e trinta levados a julgamento em função do derramamento de esgoto in natura no rio Iguaçu, o mais extenso do território paranaense.
Nas eleições municipais em 2012, Gustavo Fruet (PDT) se elege prefeito de Curitiba, com 60,6% dos votos válidos, em segundo turno.

#### 2013
O Conselho Nacional de Justiça comunicou, em março de 2013, que 70% dos mandados de prisão emitidos de junho de 2011 e janeiro de 2013 até o momento não haviam sido respeitados. O Paraná era o estado com maior défice de observação, com mais de 30 mil mandados não solucionados.

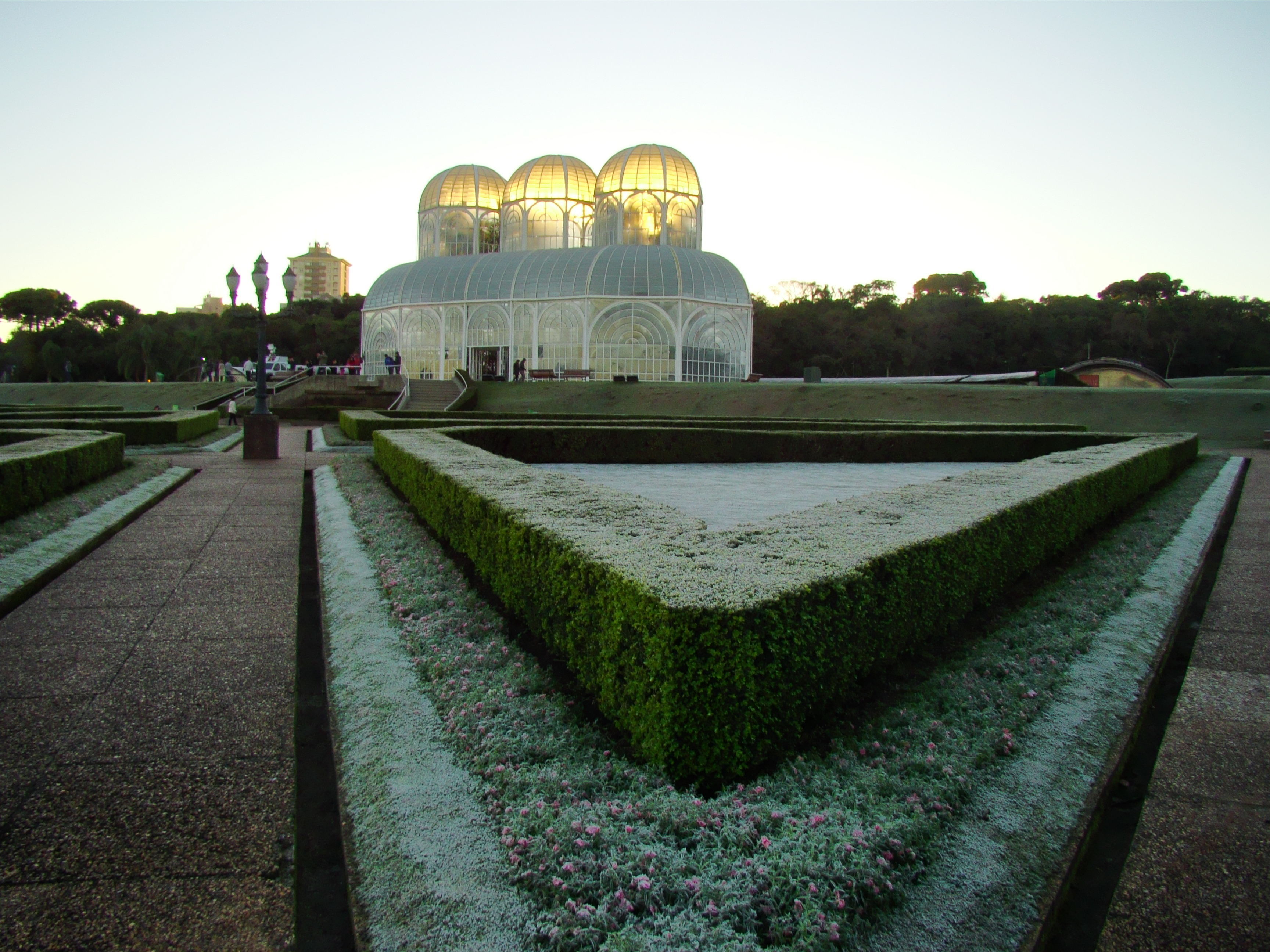
Geada cobrindo o Jardim Botânico de Curitiba–PR.

Em maio de 2013, foram retiradas cerca de 1,2 toneladas de agrotóxicos não permitidos no Brasil a partir da década de 1980. A maior substância entregue foi o BHC ou hexaclorobenzeno, vedada pela Convenção de Estocolmo.
Em 17 de junho, um protesto contra a subida da tarifa de ônibus congregou mais de 10 mil indivíduos em Curitiba, 2 mil em Foz do Iguaçu e milhares em Londrina. Uma experiência de tomada do Palácio Iguaçu, matriz do poder executivo, provocou desentendimento com a Polícia Militar e a prisão de sete almas.
De 19 de junho a 1.º de julho, 110 municipalidades foram afetadas por intensas chuvas que atingiram 137 mil moradores. Durante a manhã de 23 de junho, caiu neve em Curitiba, após 38 anos.
Segundo o estudo conhecido como Produção Agrícola Municipal (PAM), publicada pelo Instituto Brasileiro de Geografia e Estatística (IBGE) em outubro de 2013, o Paraná permanecia dentre os estados com maior presença no preço do cultivo agrário do país, mas foi superado por Mato Grosso a segunda classificação que possuía, depois de São Paulo.

#### 2014

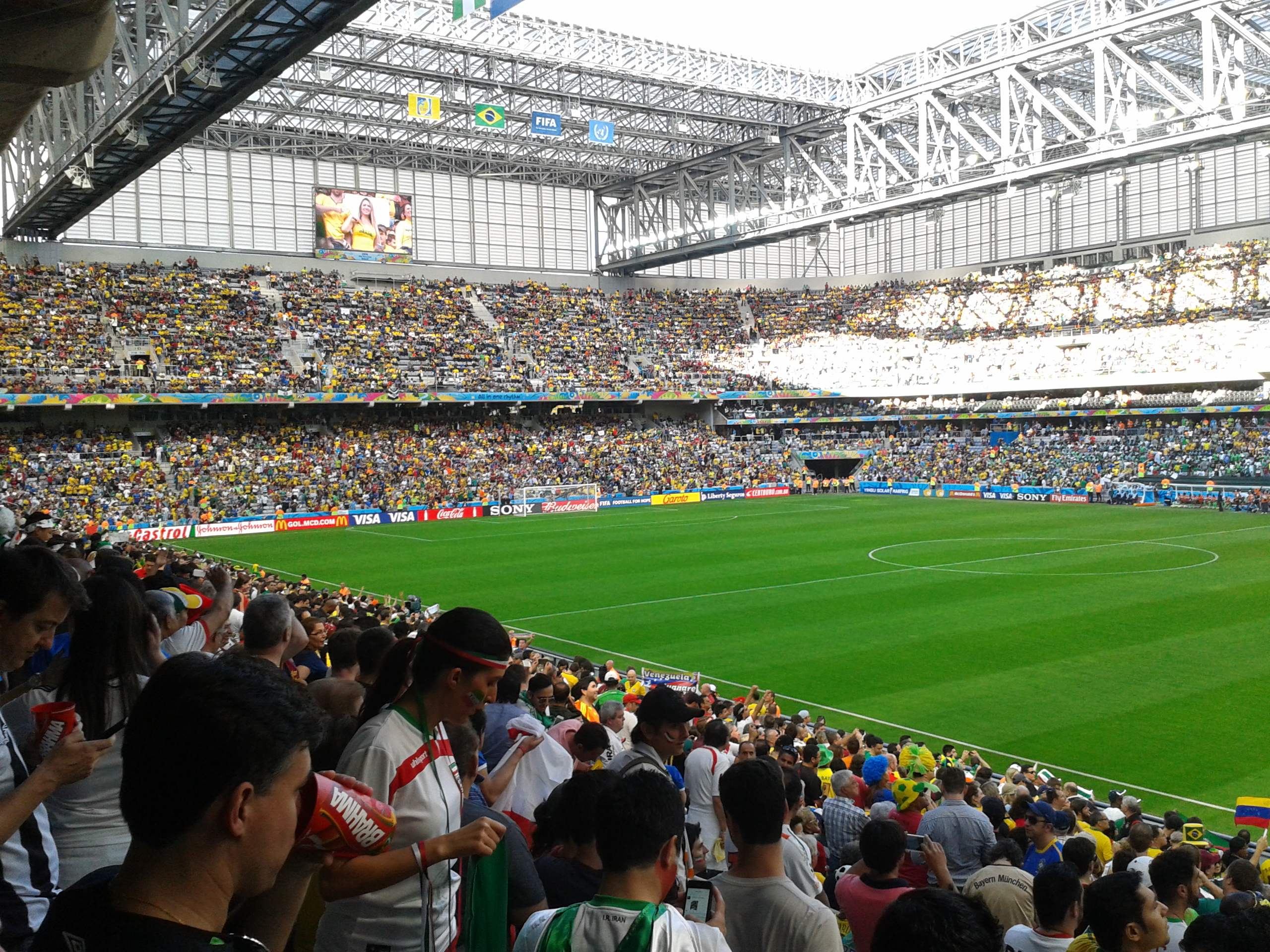
Arena da Baixada durante o jogo Irã e Nigéria pela Copa do Mundo FIFA de 2014

Em 17 de março de 2014, a Polícia Federal no Paraná realizou a Operação Lava Jato, da qual participaram 400 policiais federais em quatro municípios do estado, seis em São Paulo, três no Distrito Federal, e em Mato Grosso, Rio de Janeiro, Rio Grande do Sul e Santa Catarina. A operação realiza 28 mandados de prisão, 19 de condução coercitiva e 81 de busca e apreensão, ratificados pela Justiça Federal no Paraná. A Lava Jato objetiva desorganizar uma quadrilha de lavagem de dinheiro.
O Paraná acolhera partidas da Copa do Mundo FIFA 2014, na Arena da Baixada, que tivera potencial para aproximadamente 41 mil indivíduos.
Em junho de 2014, intensas pluviosidades afetaram cerca de 828 mil almas em 161 municipalidades. Em 9 de igual mês, a quantidade de água das Cataratas do Iguaçu aumenta 30 vezes, sendo a maior da história já registrada, transbordando 46 milhões de litros por segundo.
Beto Richa (PSDB) se reelege governador do Paraná em primeiro turno com mais de 3,3 milhões de votos (55,67%).

### Enciclopédias, monografias e fontes tradicionais de informação
- Arruda, Ana (1988). «Paraná». Enciclopédia Delta Universal. 11. Rio de Janeiro: Delta
- Benton, William; Azevedo, Aroldo de; Martins, Wilson (1973). «Paraná». Enciclopédia Barsa. 10. São Paulo: Encyclopaedia Britannica do Brasil Publicações Ltda
- Borba, Oney Barbosa (1986). Os Iapoenses. Curitiba: Lítero-Técnica
- Bueno, Eduardo (1999). Capitães do Brasil: a saga dos primeiros colonizadores. Rio de Janeiro: Objetiva
- Cintra, Jorge P. (2013). Reconstruindo o Mapa das Capitanias Hereditárias (PDF) (Tese de Docência). São Paulo: Universidade de São Paulo. Consultado em 12 de fevereiro de 2016
- Ferreira, João Carlos Vicente (1996). O Paraná e seus municípios. Maringá: Editora Memória Brasileira
- Frias Filho, Otávio (1996). «Paraná». Nova Enciclopédia Ilustrada Folha. 2. São Paulo: Folha da Manhã
- Garschagen, Donaldson M. (1998). «Paraná». Nova Enciclopédia Barsa. 11. São Paulo: Encyclopaedia Britannica do Brasil Publicações Ltda
- Garschagen, Donaldson M. (2002a). «Paraná». Nova Enciclopédia Barsa. 11. São Paulo: Barsa Planeta Internacional Ltda
- Houaiss, Antônio; Malheiros, Eglê; Barbosa, Francisco de Assis; Andrade, Fernando Moretzsohn de; Guimarães, Alberto Passos (1993). «Paraná». Enciclopédia Mirador Internacional. 16. São Paulo: Encyclopaedia Britannica do Brasil Publicações Ltda
- Kotoviski Filho, Antonio Ilson (2013). Considerações históricas e geográficas sobre o município de Almirante Tamandaré – PR. Almirante Tamandaré: Edição do Autor
- Mascarenhas, Maria Amélia; Biasi, Mauro De; Coltrinari, Lylian; Moraes, Antônio Carlos de Robert de (1998). «Paraná». Grande Enciclopédia Larousse Cultural. 18. São Paulo: Nova Cultural
- Wachowicz, Ruy Christovam (1995). História do Paraná 7 ed. Curitiba: Gráfica Vicentina
- Wons, Iaroslaw (1994). Geografia do Paraná 6 ed. Curitiba: Ensino Renovado
- Verano, Paulo Nascimento (2009). «Paraná». Enciclopédia Barsa Universal. 13. Rio de Janeiro: Barsa Planeta

### Livros do ano
- Garschagen, Donaldson M. (1981). Livro do ano Barsa 1981: eventos de 1980. São Paulo: Encyclopaedia Britannica do Brasil
- Garschagen, Donaldson M. (1982). Livro do ano Barsa 1982: eventos de 1981. São Paulo: Encyclopaedia Britannica do Brasil
- Garschagen, Donaldson M. (1983). Livro do ano Barsa 1983: eventos de 1982. São Paulo: Encyclopaedia Britannica do Brasil
- Garschagen, Donaldson M. (1984). Livro do ano Barsa 1984: eventos de 1983. São Paulo: Encyclopaedia Britannica do Brasil
- Garschagen, Donaldson M. (1985). Livro do ano Barsa 1985: eventos de 1984. São Paulo: Encyclopaedia Britannica do Brasil
- Garschagen, Donaldson M. (1986). Livro do ano Barsa 1986: eventos de 1985. São Paulo: Encyclopaedia Britannica do Brasil
- Garschagen, Donaldson M. (1987). Livro do ano Barsa 1987: eventos de 1986. São Paulo: Encyclopaedia Britannica do Brasil
- Garschagen, Donaldson M. (1988). Livro do ano Barsa 1988: eventos de 1987. São Paulo: Encyclopaedia Britannica do Brasil
- Garschagen, Donaldson M. (1989). Livro do ano Barsa 1989: eventos de 1988. São Paulo: Encyclopaedia Britannica do Brasil
- Garschagen, Donaldson M. (1990). Livro do ano Barsa 1990: eventos de 1989. São Paulo: Encyclopaedia Britannica do Brasil
- Garschagen, Donaldson M. (1991). Livro do ano Barsa 1991: eventos de 1990. São Paulo: Encyclopaedia Britannica do Brasil
- Garschagen, Donaldson M. (1992). Livro do ano Barsa 1992: eventos de 1991. São Paulo: Encyclopaedia Britannica do Brasil
- Garschagen, Donaldson M. (1993). Livro do ano Barsa 1993: eventos de 1992. São Paulo: Encyclopaedia Britannica do Brasil
- Garschagen, Donaldson M. (1994). Livro do ano Barsa 1994: eventos de 1993. São Paulo: Encyclopaedia Britannica do Brasil
- Garschagen, Donaldson M. (1995). Livro do ano Barsa 1995: eventos de 1994. São Paulo: Encyclopaedia Britannica do Brasil
- Garschagen, Donaldson M. (1996). Livro do ano Barsa 1996: eventos de 1995. São Paulo: Encyclopaedia Britannica do Brasil
- Garschagen, Donaldson M. (1997). Livro do ano Barsa 1997: eventos de 1996. São Paulo: Encyclopaedia Britannica do Brasil
- Garschagen, Donaldson M. (1998). Livro do ano Barsa 1998: eventos de 1997. São Paulo: Encyclopaedia Britannica do Brasil
- Garschagen, Donaldson M. (1999). Livro do ano Barsa 1999: eventos de 1998. São Paulo: Encyclopaedia Britannica do Brasil
- Garschagen, Donaldson M. (2000). Livro do ano Barsa 2000: eventos de 1999. São Paulo: Encyclopaedia Britannica do Brasil
- Garschagen, Donaldson M. (2001). Livro do ano Barsa 2001: eventos de 2000. São Paulo: Barsa Planeta Internacional
- Garschagen, Donaldson M. (2002b). Livro do ano Barsa 2002: eventos de 2001. São Paulo: Barsa Planeta Internacional
- Garschagen, Donaldson M. (2003). Livro do ano Barsa 2003: eventos de 2002. São Paulo: Barsa Planeta Internacional
- Garschagen, Donaldson M. (2004). Livro do ano Barsa 2004: eventos de 2003. São Paulo: Barsa Planeta Internacional
- Garschagen, Donaldson M. (2005). Livro do ano Barsa 2005: eventos de 2004. São Paulo: Barsa Planeta Internacional
- Garschagen, Donaldson M. (2006). Livro do ano Barsa 2006: eventos de 2005. São Paulo: Barsa Planeta Internacional
- Verano, Paulo Nascimento (2007). Livro do ano Barsa 2007: eventos de 2006. São Paulo: Barsa Planeta Internacional
- Verano, Paulo Nascimento (2008). Livro do ano Barsa 2008: eventos de 2007. São Paulo: Barsa Planeta Internacional
- Verano, Paulo Nascimento (2009). Livro do ano Barsa 2009: eventos de 2008. São Paulo: Barsa Planeta Internacional
- Verano, Paulo Nascimento (2010). Livro do ano Barsa 2010: eventos de 2009. São Paulo: Barsa Planeta Internacional
- Verano, Paulo Nascimento (2011). Livro do ano Barsa 2011: eventos de 2010. São Paulo: Barsa Planeta Internacional
- Verano, Paulo Nascimento (2012). Livro do ano Barsa 2012: eventos de 2011. São Paulo: Barsa Planeta Internacional

### Edições recentes do Almanaque Abril
- Civita, Roberto (2007). Almanaque Abril. São Paulo: Abril
- Civita, Roberto (2008). Almanaque Abril. São Paulo: Abril
- Civita, Roberto (2009). Almanaque Abril. São Paulo: Abril
- Civita, Roberto (2010). Almanaque Abril. São Paulo: Abril
- Civita, Roberto (2011). Almanaque Abril. São Paulo: Abril
- Civita, Roberto (2012). Almanaque Abril. São Paulo: Abril
- Civita, Roberto (2013). Almanaque Abril. São Paulo: Abril
- Civita Neto, Victor (2014). Almanaque Abril. São Paulo: Abril
- Civita Neto, Victor (2015). Almanaque Abril. São Paulo: Abril